# 伦敦塔
倫敦塔（英語：Tower of London），官方名稱為国王陛下的王宫和伦敦塔堡垒（英語：His Majesty's Royal Palace and Fortress of the Tower of London）是一座位於英格蘭中倫敦泰晤士河北岸的城堡與堡壘。它位於塔哈姆雷特倫敦自治市境內，緊鄰倫敦市東端，兩地之間以開闊地區塔丘為界。
此城堡建於1066年末，作為诺曼征服英格兰的一部分。為整體建築命名的白塔由征服者威廉於1078年興建，最初象徵新任諾曼人統治階級對倫敦市民所施加的權力與壓迫。自1100年（達拉謨主教拉努爾夫·法蘭巴德）起至1952年（克雷兄弟）止，倫敦塔被用作監獄使用，儘管這並非其主要功能。在早期歷史中，它也是一座氣勢宏偉的王室宮殿，作為皇室住所使用。
倫敦塔由數座建築組成，座落於兩圈同心的防禦城牆與城河之中。城堡經歷數次擴建，主要集中於12至13世紀，由理查一世、亨利三世與愛德華一世推動。儘管其後有進一步改建，但13世紀末確立的整體格局至今仍大致維持不變。在英國歷史中，倫敦塔扮演著舉足輕重的角色。歷史上它曾多次遭到圍攻，而控制此地往往象徵著對全國政權的掌控。倫敦塔歷來用途多樣，曾作為軍械庫、國庫、飼養場、皇家鑄幣廠、倫敦塔公共檔案局所在地，以及英国王冠珠宝的典藏場所。
今日的倫敦塔是英國最受歡迎的觀光景點之一。城堡名義上仍由倫敦塔總管統轄，實際營運則由倫敦塔駐地總督兼王冠珠寶監守官負責，並由御用侍從衛士擔任守衛。該地由慈善機構歷史皇家宮殿機構管理維護，現亦被聯合國教科文組織列為世界遺產。

## 建築

### 格局

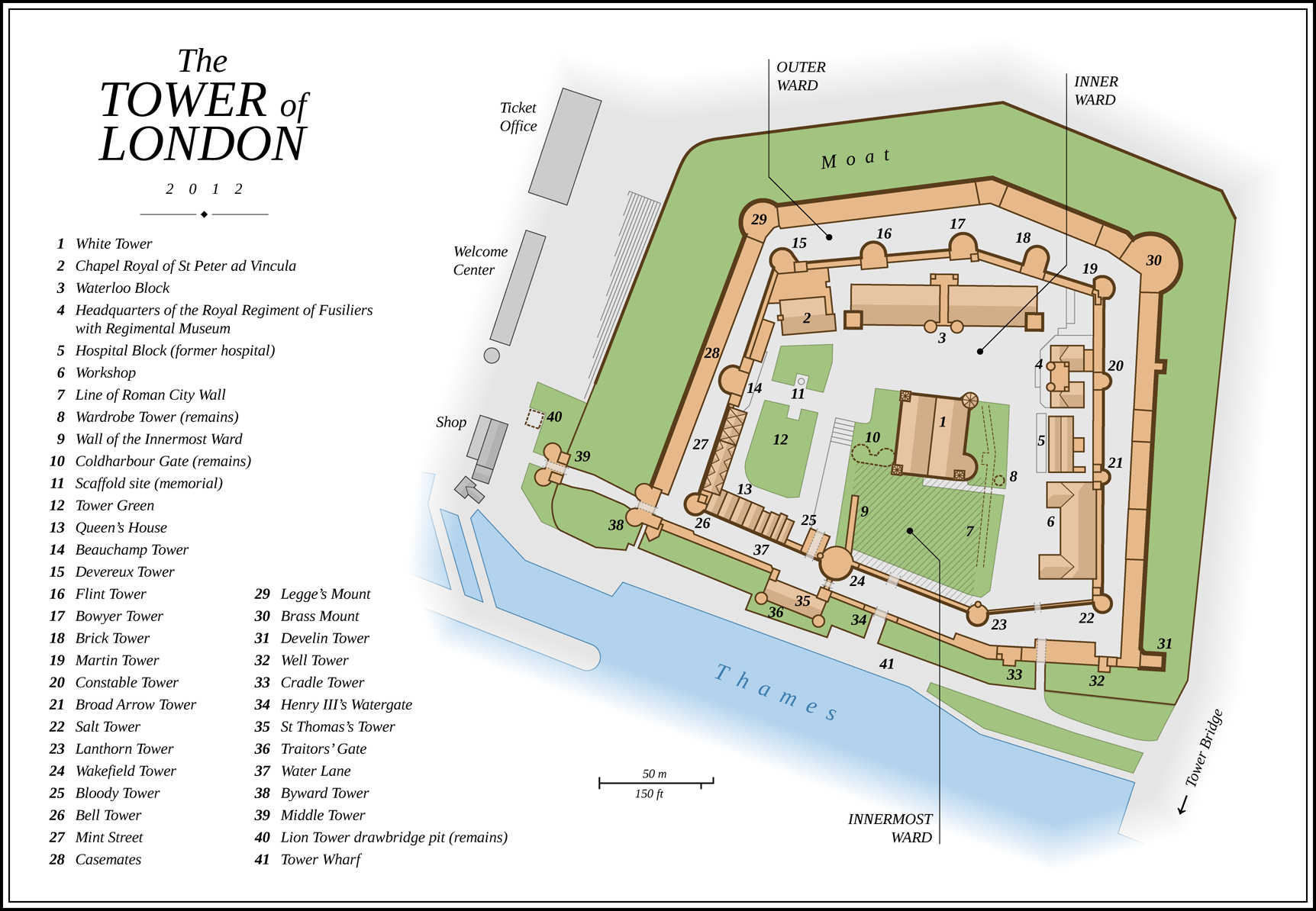
伦敦塔平面图

倫敦塔最堅固、最具威懾力的防禦設施正面朝向撒克遜人時期的倫敦，考古學家艾倫·文斯認為這是刻意設計的結果。 該塔在視覺上具有壓倒性，主導周邊地景，同時也是泰晤士河上往來船隻的重要地標。
整座城堡由三個堡區（又稱「防禦圍區」）組成。最內層為白塔所在區域，代表整體建築的最早階段。白塔北、東與西側被理查一世（在位期間為1189–1199年）時期所建的內堡區所包圍；而最外層則為愛德華一世任內所增建的外堡區，將整個城堡完全包覆。儘管自征服者威廉興建倫敦塔以來歷經多次擴建，但自愛德華一世於1285年完成整體重建後，其基本格局便大致沿用至今。
倫敦塔佔地約12英畝（4.9公頃），其周邊另有6英畝（2.4公頃）的附屬區域，組成倫敦塔特權區，這片土地在軍事需求下被清空，並由城堡直接控制。 特權區的歷史可追溯至13世紀，當時亨利三世下令清理周邊地區以加強城防。
儘管通俗文學常將倫敦塔描寫為酷刑場所，實際上此地並未設置永久性酷刑室；不過，白塔的地下一層在後期確曾安裝刑架。此外，塔碼頭是於愛德華一世在位期間在泰晤士河岸所建，後於理查二世（1377–1399年）統治時期擴建至目前規模。

### 白塔

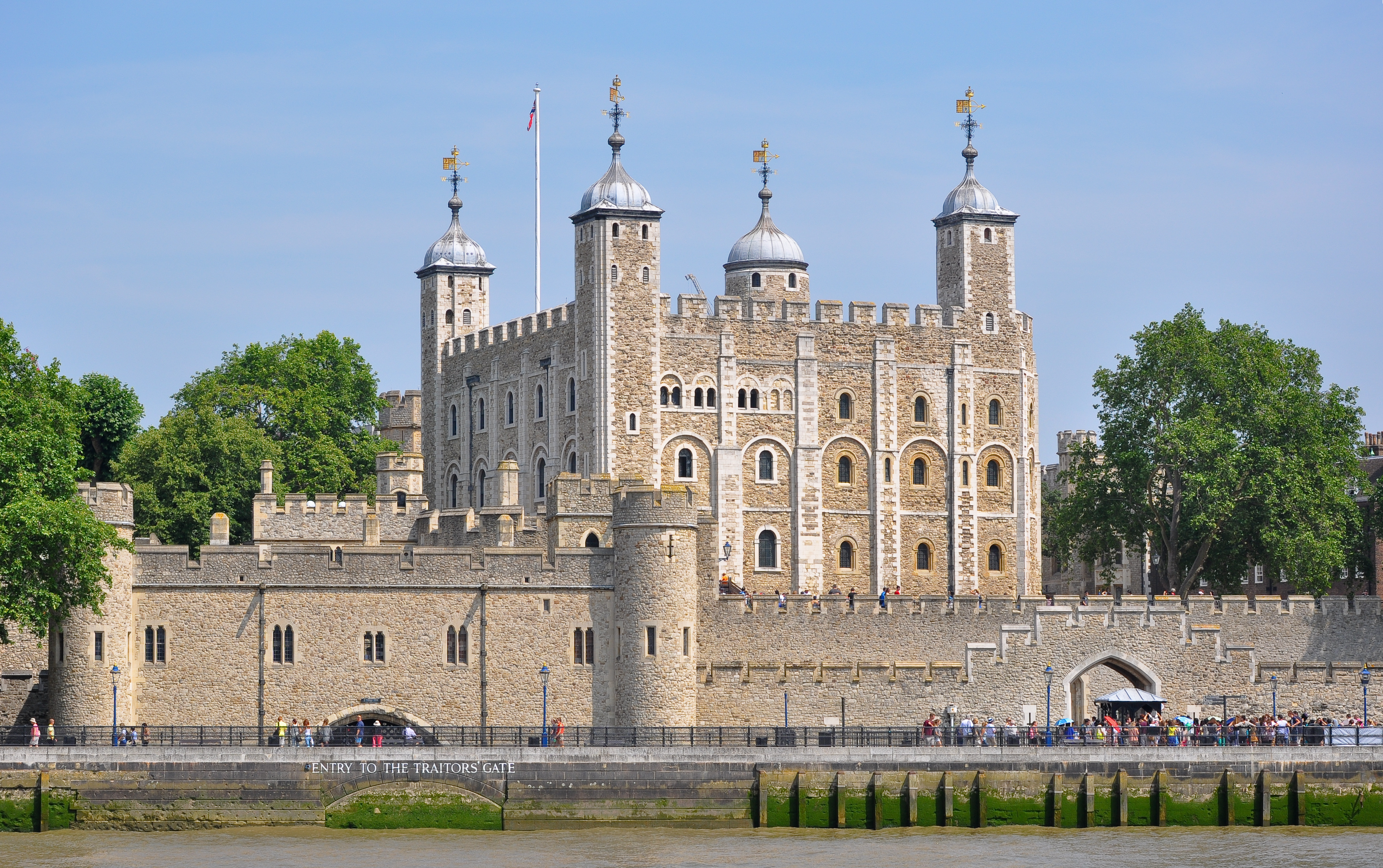
從南岸俯瞰倫敦塔
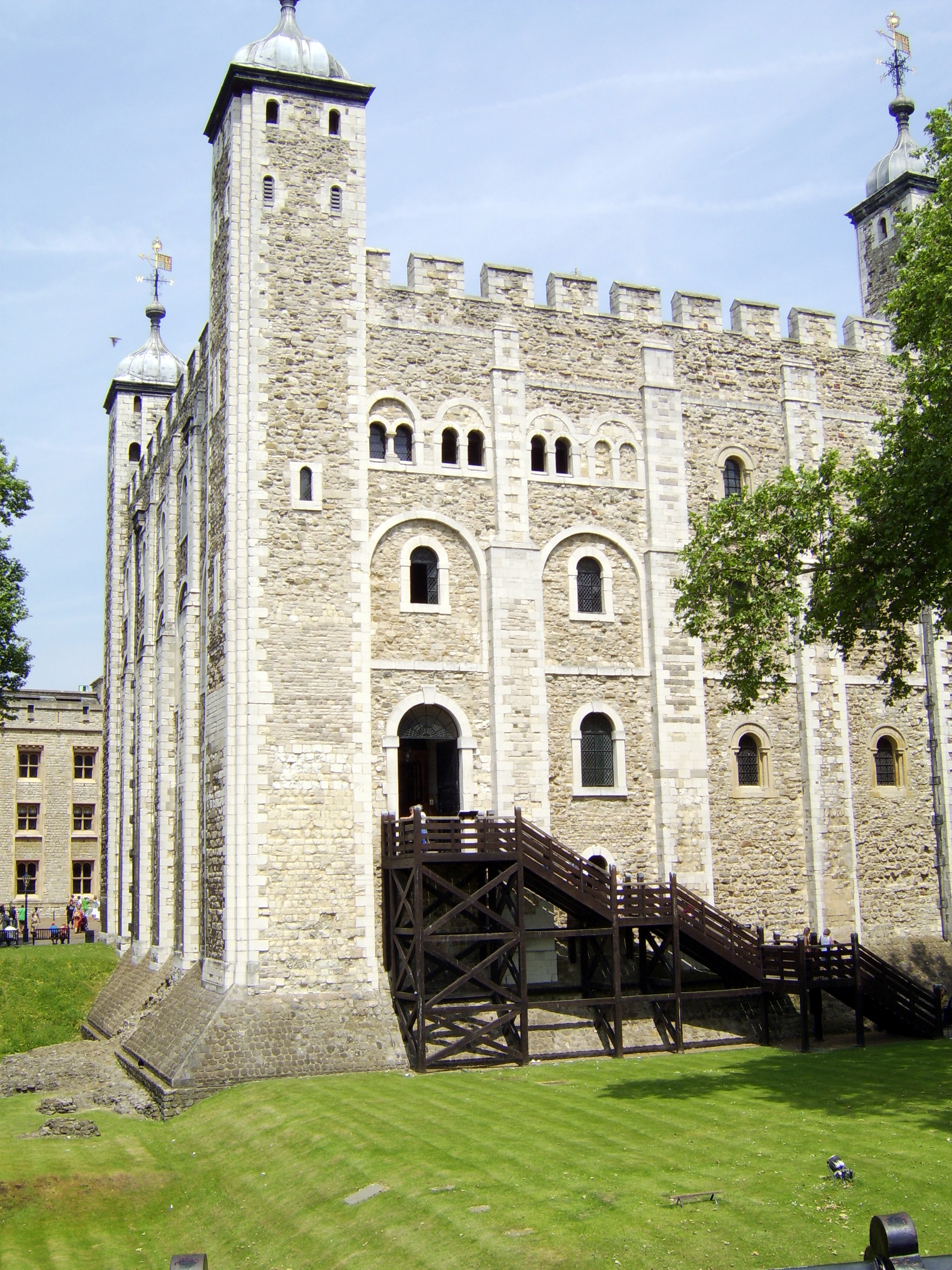
白塔原始入口位於二樓（即一樓上層）
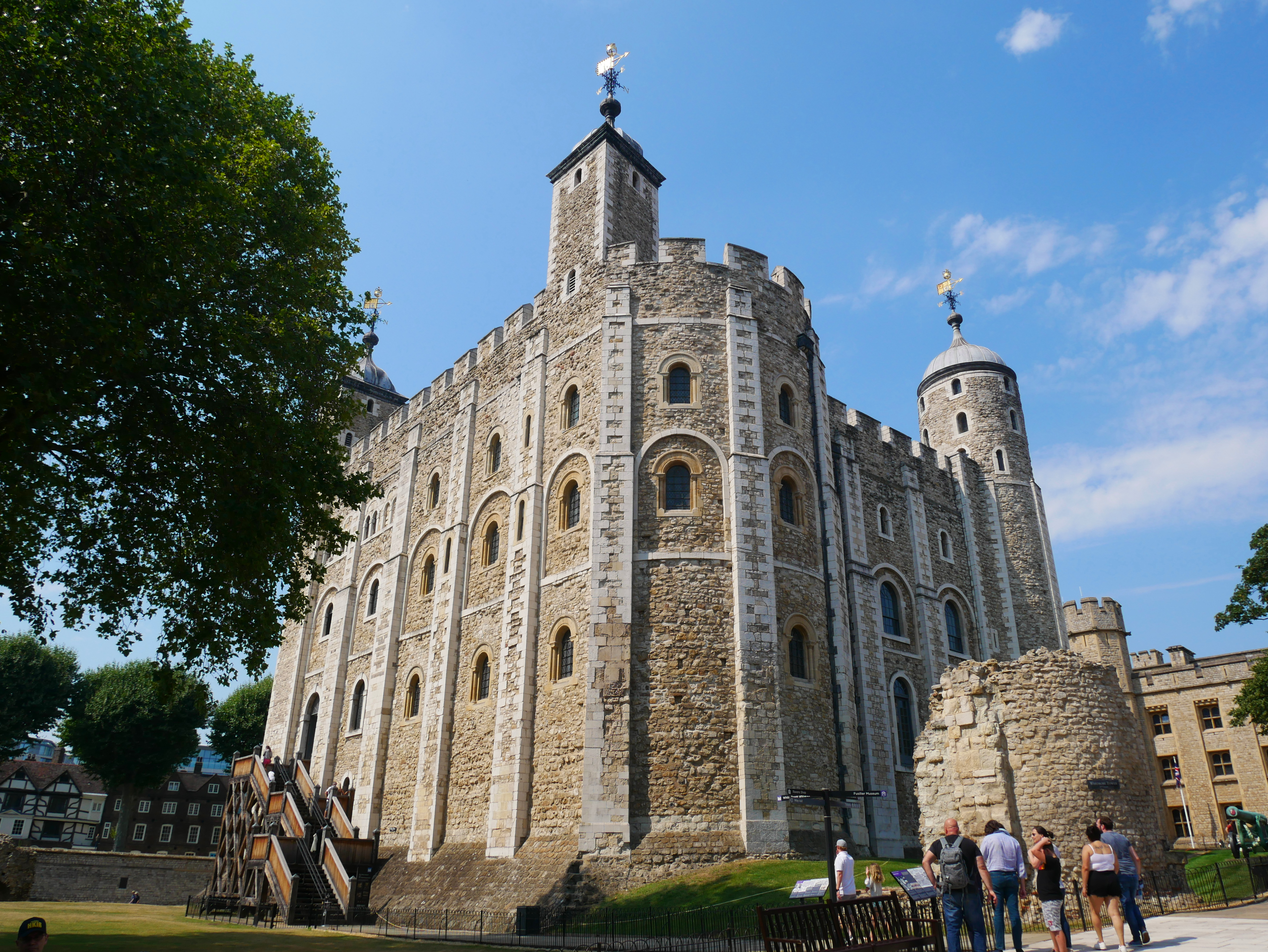
聖約翰禮拜堂（英语：St John's Chapel）外觀
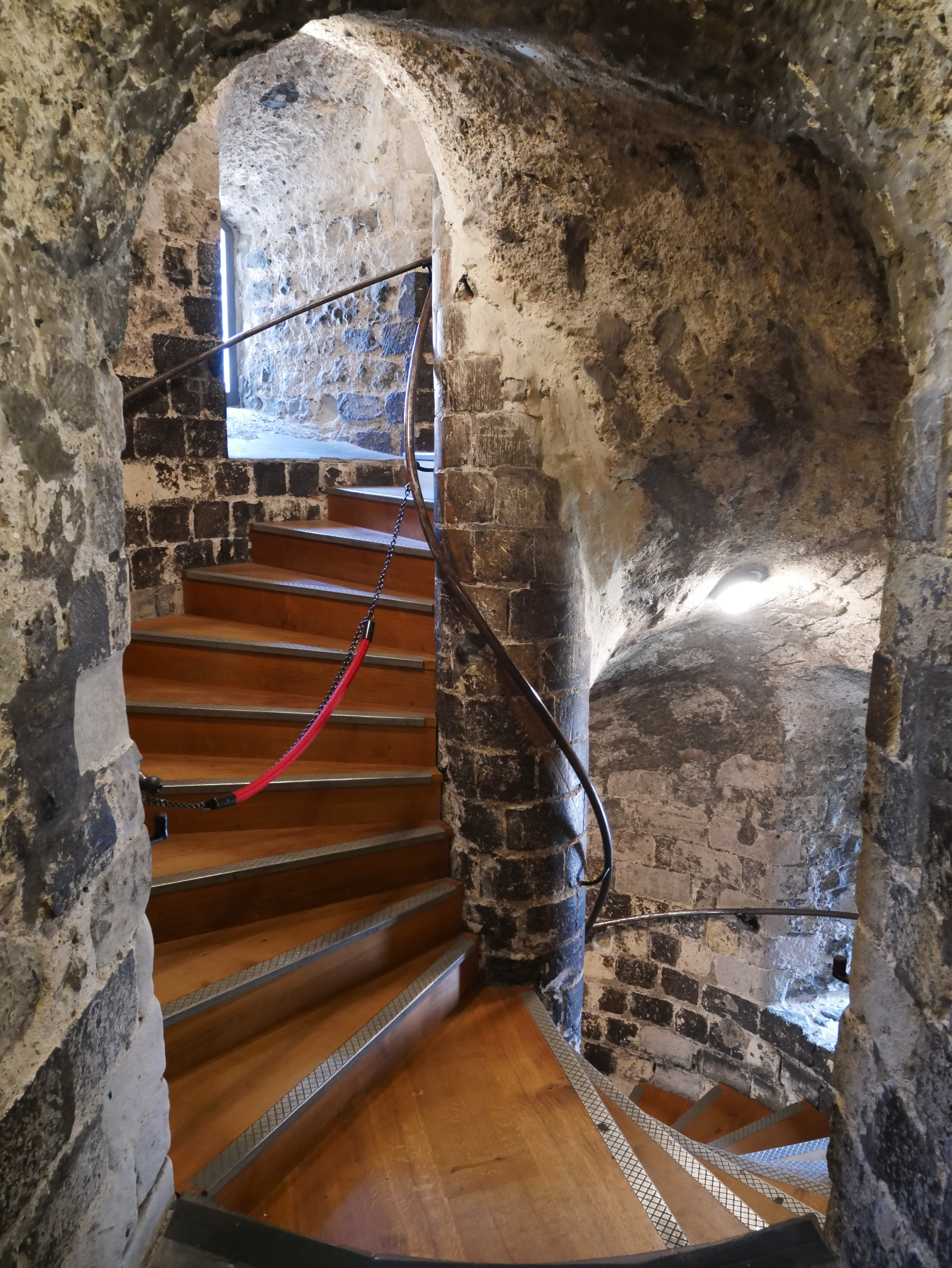
白塔東北部的樓梯
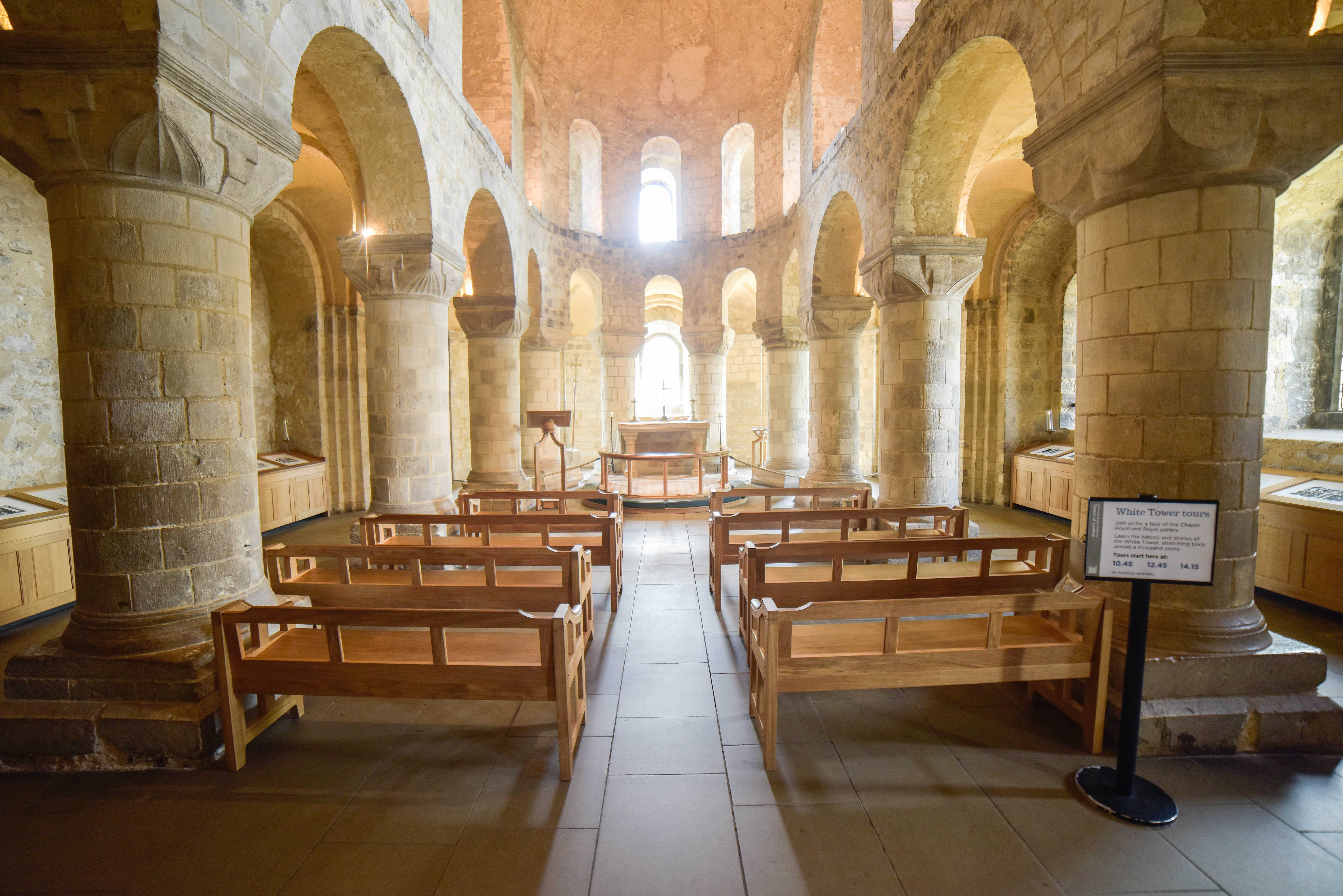
白塔內的聖約翰禮拜堂（英语：St John's Chapel）

白塔是一座城堡主樓，在中世紀城堡中通常是最堅固的建築，並設有供貴族居住的空間——在本例中為國王或其代表。 軍事史學家艾倫·布朗指出：「這座大塔（白塔）之所以成為理想主堡的範本，不僅因其堅固與雄偉，更因其貴族化的住宿功能。」 作為基督教世界中規模最大的主樓之一， 白塔也被譽為「全歐洲最完整的十一世紀宮殿建築」。
白塔基底尺寸為36乘32（118乘105英尺）（不含角塔），南側城垛高約27米（90英尺）。其原設三層：地窖、入口層與上層。與其他諾曼建築中的主樓相同，入口設於高處、位於南側，並以可於遭攻擊時拆除的木製樓梯連接。推測在亨利二世（1154–1189年）在位期間，塔樓南側曾增建前廳以加強入口防禦，惟該部分現已不存。各樓層內部格局大致相同，分為三間房：最大空間位於西側，東北為小室，東南為佔據兩層高度的禮拜堂。 西側兩角設有方形塔樓，東北角為容納螺旋階梯的圓塔，東南角則為半圓突出結構，對應半圓形後殿所在的禮拜堂。由於白塔亦作為住所使用，牆體內嵌有廁所，並設有四座壁爐供取暖。
白塔主要建材為肯特灰岩，輔以當地產出的泥質岩。塔樓外牆的裝飾細節則採用自法國北部進口的卡昂石，惟多數原始石材已不存，於17至18世紀間多被波特蘭石替換。 此外也使用了雷蓋特石作為雕飾面石與雕刻細節材料，常見於建築下層及樓層間的轉折處，顯示其為可替代卡昂石的在地資源。 今日僅存兩扇位於南牆畫廊層、經修復的原始窗戶，其餘窗戶多於18世紀改建時被加大。
白塔依丘陵地形而建，北側地窖位於地面以下。 如同多數城堡主樓， 底層為地窖空間，主要用於儲藏，其中一室設有水井。雖然空間格局自興建以來大致未變，但地窖內部多數結構已為18世紀改建時遺留，包括下挖地面與以磚砌取代原有木製穹頂拱頂。 採光則仰賴小型狹縫窗口。
入口層可能作為倫敦塔總管、倫敦塔副官及其他高階官員的住所。南側入口於17世紀封閉，直至1973年才重新開放。通往上層的通道設於東側一小室，該空間亦與入口層相連。白塔東南角設有聖約翰禮拜堂的地窖，僅能從該小室進入。禮拜堂地窖北牆內有一凹槽，皇家軍械庫博物館旗下歷史館館長傑佛瑞·帕奈爾指出：「該空間無窗、通道受限，顯示其原為存放王室財寶與重要文書的保險庫。」
上層包含西側大廳與東側起居室，兩者原為挑高通頂設計，牆體內設有環繞畫廊。東南角為聖約翰禮拜堂所在。塔樓最上層於15世紀加建，並安裝現今所見之屋頂。 禮拜堂並非白塔原始設計的一部分，其半圓後殿乃在地窖牆體建成後增建。 隨著塔樓用途與結構歷經多次變動，除禮拜堂外，原始室內裝潢幾近無存。 今日禮拜堂內部風格樸素，近似諾曼時期風貌。13世紀亨利三世統治時期，禮拜堂曾裝飾以金漆十字架與描繪聖母瑪利亞及三位一體的彩繪玻璃窗戶。

### 最內城區

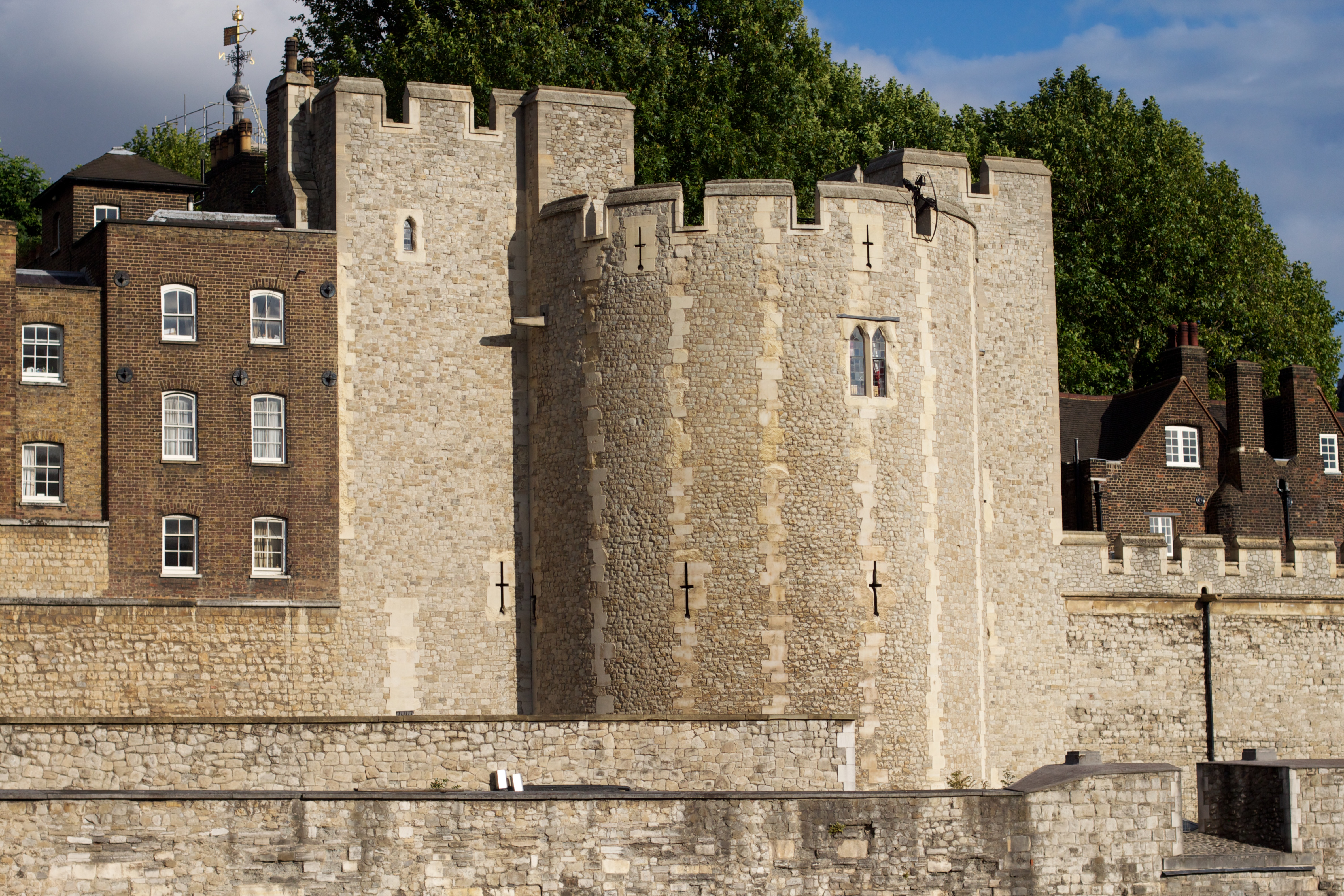
博尚塔
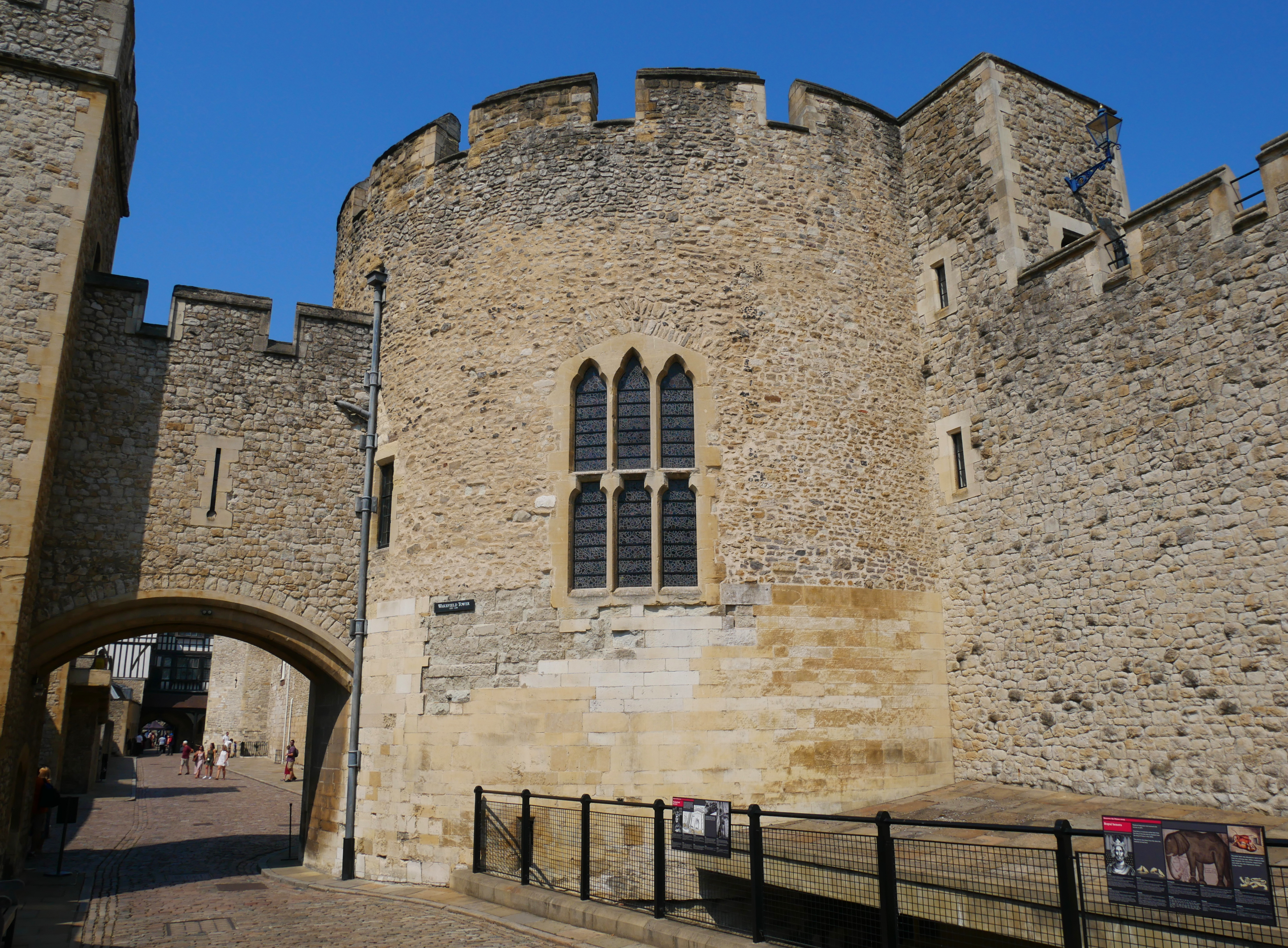
威克菲爾德塔
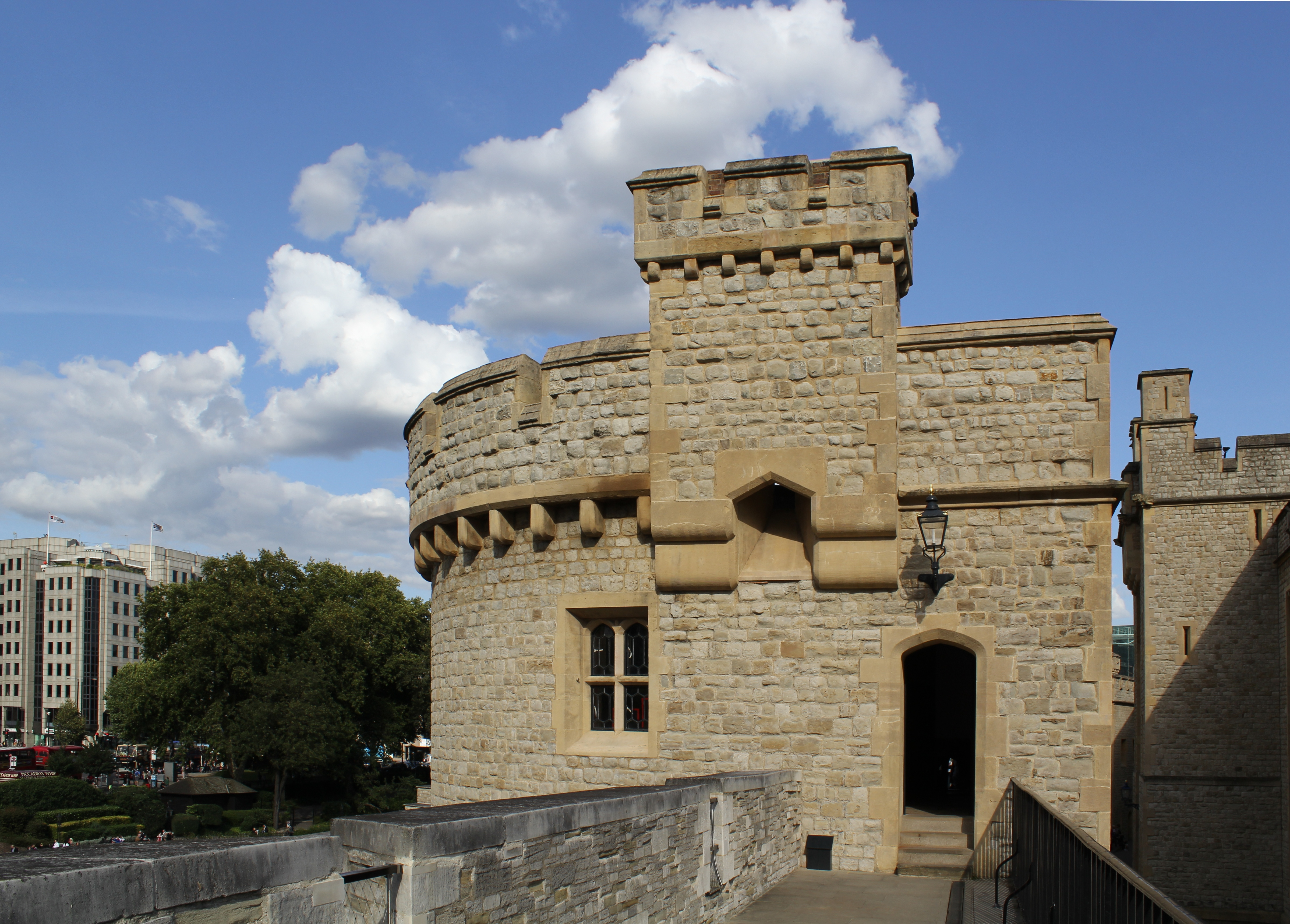
燧石塔
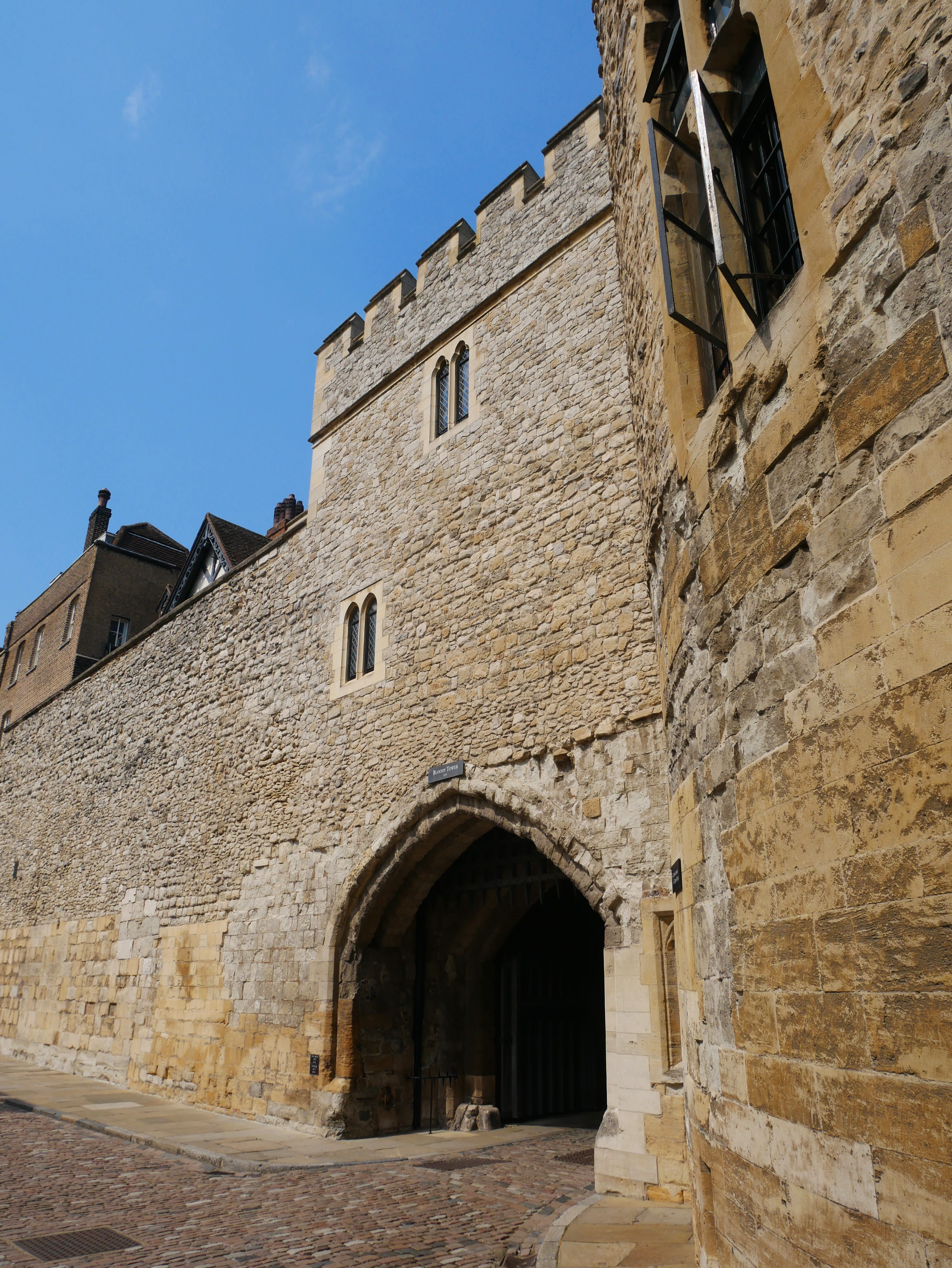
血腥塔

最內城區環繞於白塔南側，範圍一度延伸至過去的泰晤士河岸。與11世紀的亨·多曼城堡等其他同時期城堡類似，最內城區自白塔初建以來便可能已布滿木造建築。皇室起居空間自白塔向最內城區擴張的確切時間不詳，但可確定在1170年代以前已完成。 在1220至1230年代間，這些宮殿建築經歷翻新與擴建，其規模與豪華程度可與溫莎城堡等王室宅邸媲美。約在1220年，位於城牆南側濱河處的威克菲爾德塔與燈塔塔樓開始興建，這兩座塔樓分別可能作為王后與國王的私人寓所。
關於皇室寢室內部裝飾的最早記載出自亨利三世時期：王后的寢室曾以白色粉刷，牆面繪有花卉與仿石裝飾。區域南側兩塔之間曾建有一座大廳， 類似於亨利三世在溫徹斯特城堡建造的大廳，但規模略小。 威克菲爾德塔附近設有一座後門通往國王寢室。最內城區原有一道防禦壕溝，在1220年代已被填平，並於同時期增建了廚房設施。
自1666年至1676年間，最內城區經歷大幅改建，原有的王室建築皆遭拆除。白塔周邊建築被清除，來訪者需穿越一片開闊空地方能抵達白塔。王室珠寶收藏原存放於舊有的珠寶樓（Jewel House），但隨該建物拆除而遷至馬丁塔保存。
博尚塔（Beauchamp Tower）是建於內部幕牆上的十三座塔樓之一。這些塔樓自西南角起依順時針方向分別為：鐘塔（Bell Tower）、博尚塔、德弗羅塔（Devereux Tower）、燧石塔（Flint Tower）、弓匠塔（Bowyer Tower）、磚塔（Brick Tower）、馬丁塔（Martin Tower）、統領塔（Constable Tower）、廣箭塔（Broad Arrow Tower）、鹽塔（Salt Tower）、燈塔塔樓（Lanthorn Tower）、威克菲爾德塔（Wakefield Tower）與血腥塔（Bloody Tower）。
儘管這些塔樓的主要功能為提供側翼射擊，用以強化城防，但部分塔樓同時也設有居住空間。例如鐘塔設有警報用的鐘樓，以應對城堡遭遇攻擊時的警訊；弓匠塔曾為王室弓匠的作坊，用以製造英格蘭長弓、弩、投石器及其他攻城或手持武器；而燈塔塔樓的頂層設有燈號設施，夜間可作為引導船隻靠近城堡的標誌。

### 內城區

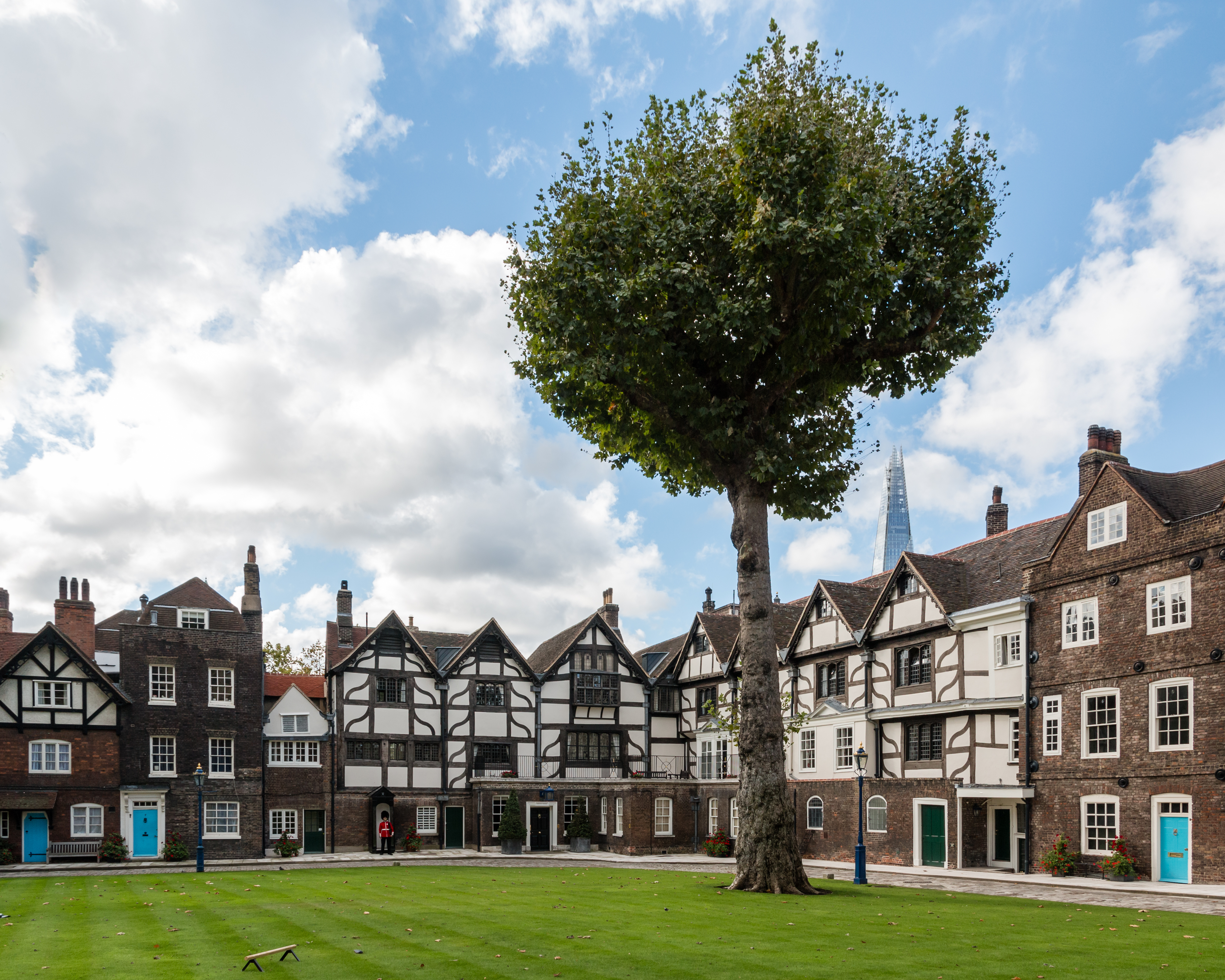
內城區
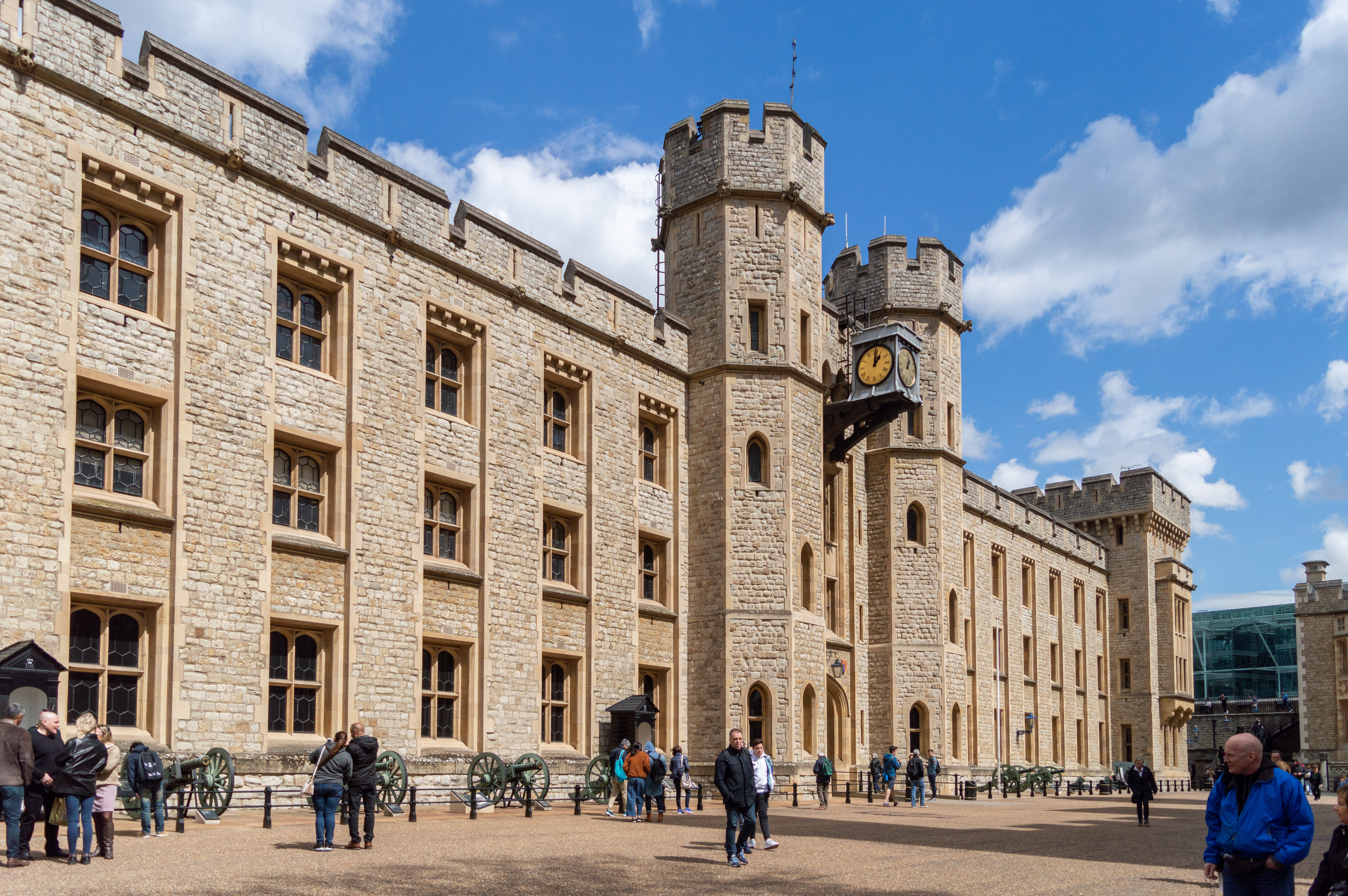
滑鐵盧兵營（英语：Waterloo Block）
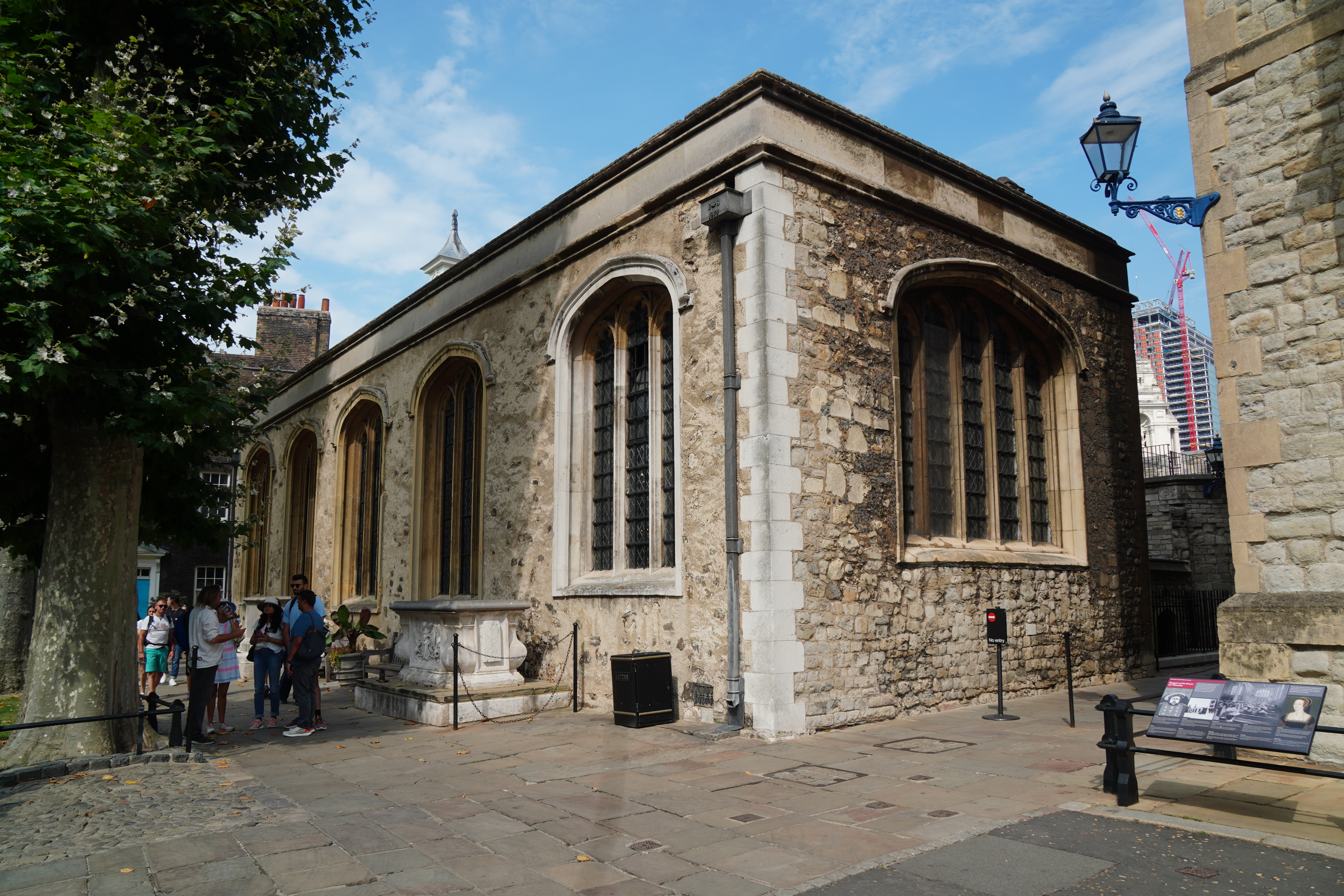
鎖鏈中的聖彼得皇家禮拜堂
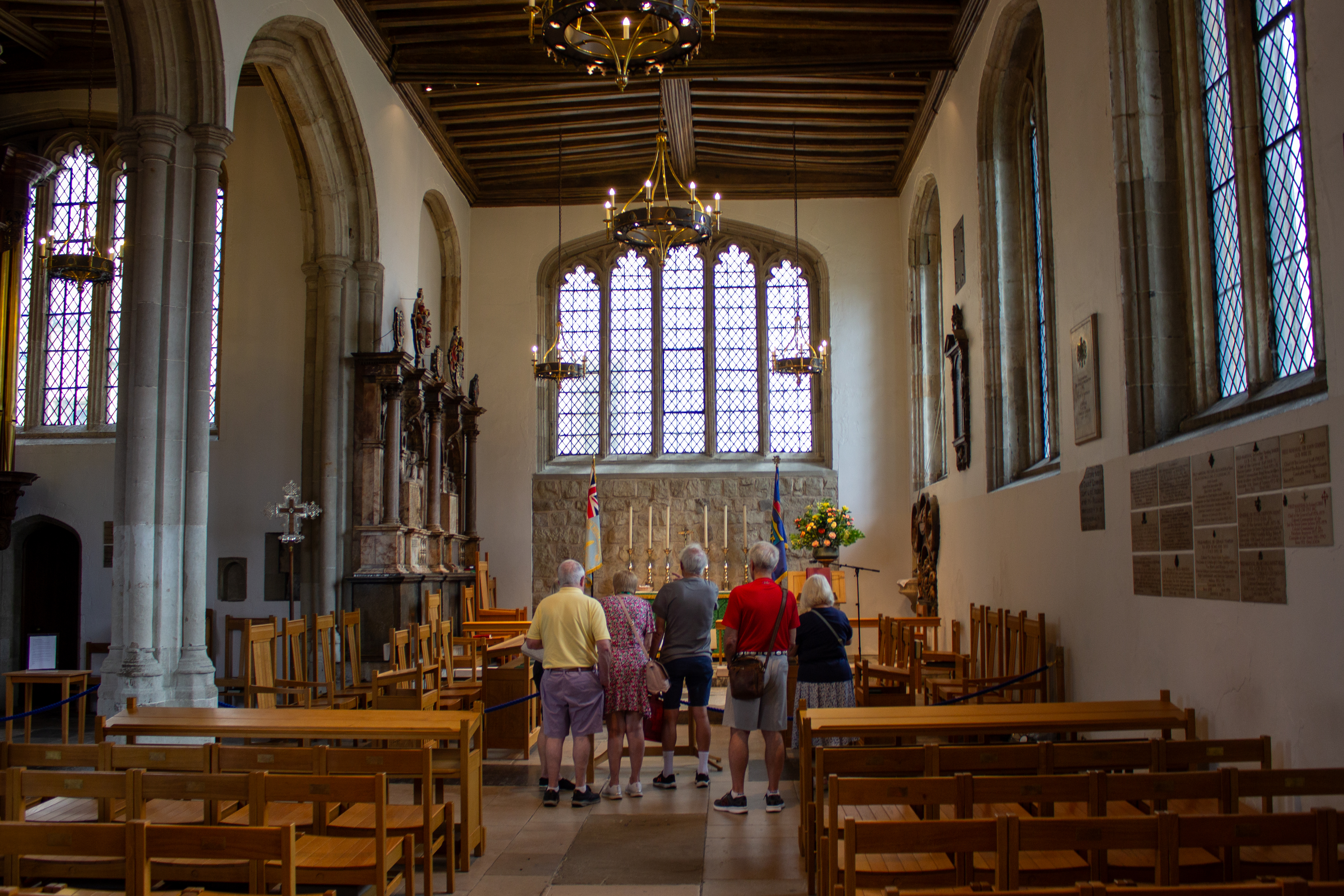
皇家禮拜堂內部
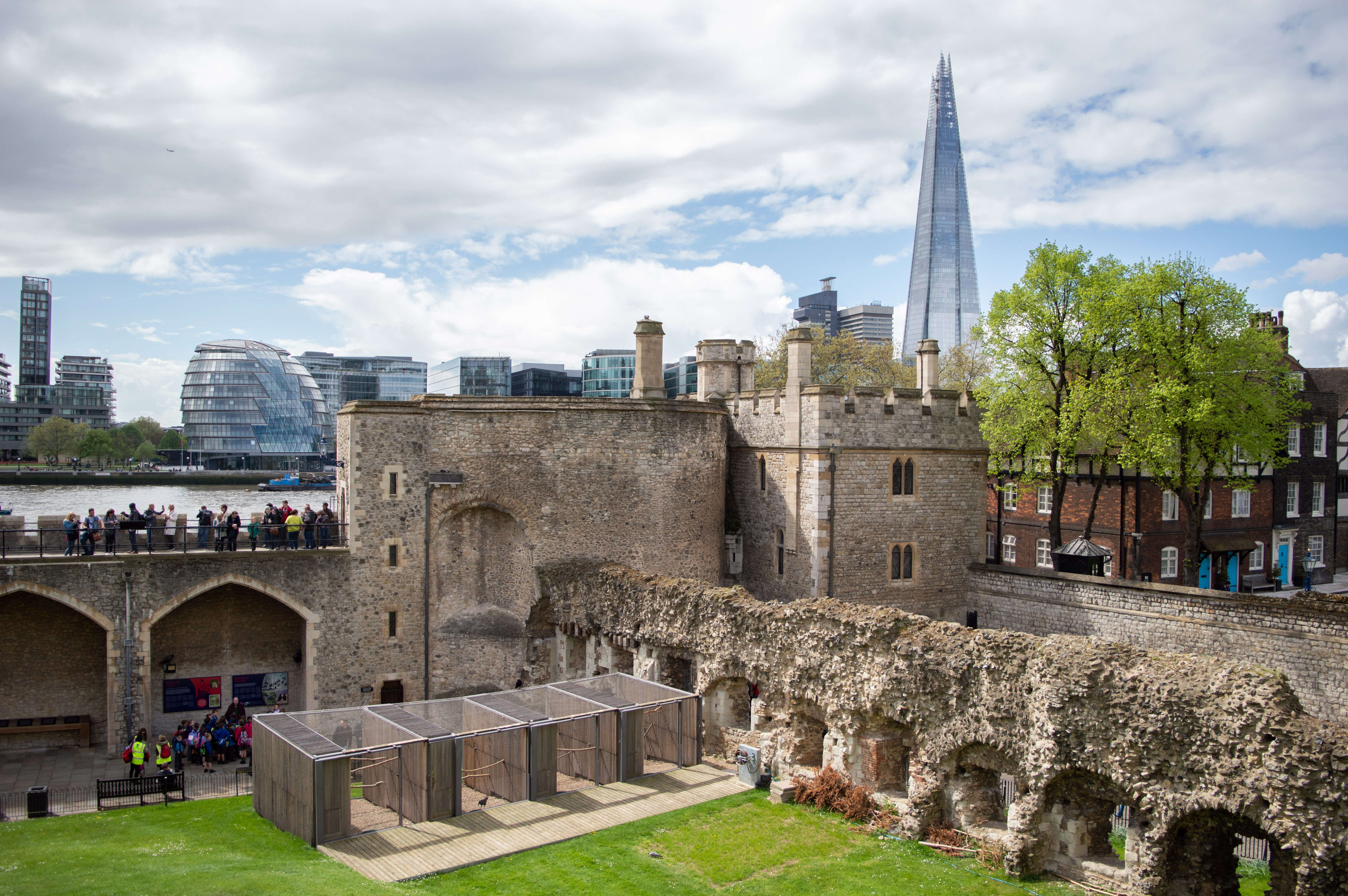
最內城區處的城牆

內城區建立於理查一世統治期間，當時於最內城區西側開挖護城河，使整座城堡面積幾乎擴增了一倍。 隨後，亨利三世建立了內城區的東牆與北牆，其範圍至今仍大致維持不變。 亨利所興建的多數設施仍保存至今，九座塔樓中僅有兩座曾遭完全重建。 其中，威克菲爾德塔與燈塔塔樓之間的牆體構成了內城區的幕牆。 內城的主要入口可能位於今日博尚塔所在地，當時設有一座城門樓；其西側幕牆則於後期由愛德華一世重建。 此外，13世紀興建的博尚塔象徵自羅馬人於5世紀撤離後，磚材首次於英格蘭再次被大規模用於建築工程。
隨著城堡擴張，原位於塔外的諾曼式教堂锁链中的圣彼得皇家礼拜堂被納入城牆之內。亨利三世為該教堂增設彩繪玻璃窗，並設置王室席位供自己與王后使用。 該教堂後由愛德華一世重建，工程耗資逾300英鎊；1519年，亨利八世再度整修，現今所見建築即完成於此時期，雖於19世紀經歷翻修。
位於覺醒塔（Wakefield Tower）西側的血腥塔與內城幕牆同時建成，原為一座水門，供船隻由泰晤士河進入城堡。該塔樓結構簡單，配備吊門與城門作為防禦設施。「血腥塔」之名始見於16世紀，源於人們相信此處即為塔中的王子遭謀殺的地點。
1339年至1341年間，一座新門樓建於鐘塔（Bell Tower）與鹽塔（Salt Tower）之間的幕牆上。 在都鐸時期，內城北側沿線建起多座彈藥儲藏建築。 至斯圖亞特王朝時期，塔內建築多次重修，主要由軍械局負責執行。1663年，耗資逾4,000英鎊於內城興建「新軍械庫」（New Armouries）， 今日仍存。1688年，又於白塔北側興建「大軍械庫」（Grand Storehouse），以取代當時已破舊不堪的都鐸時代建物； 然而該建築於1841年毀於火災。其後，該址改建為滑鐵盧兵營，採哥德復興式建築風格，結合都鐸式細部裝飾，現為英國王室珠寶的展覽場所。

### 外院

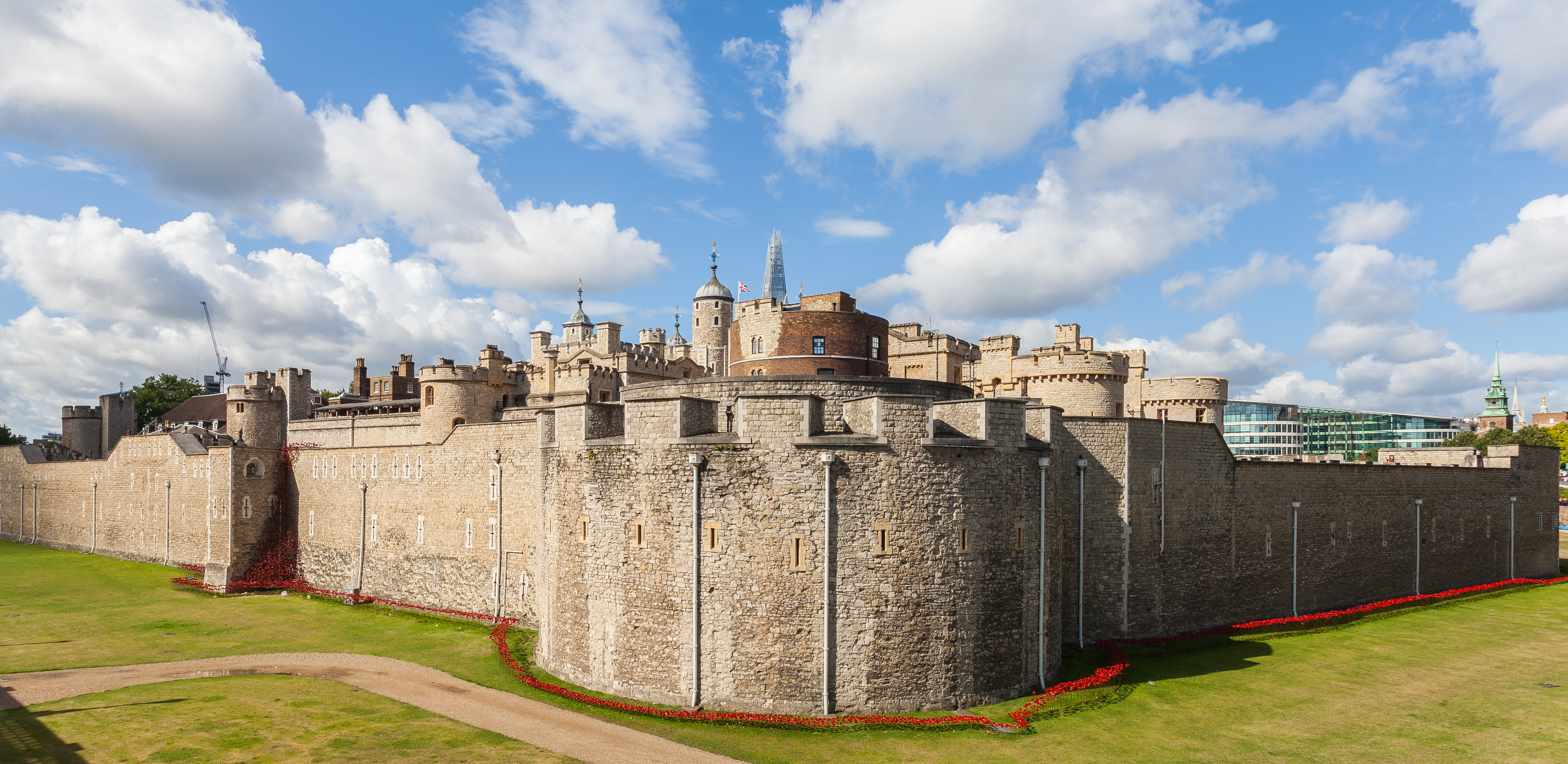
倫敦塔的城牆。

在愛德華一世擴建倫敦塔期間，第三道城防被設置，使得一道狹窄的圍牆將整座城堡完全包圍。與此同時，一座名為「雷格丘」（雷格丘堡壘）的堡壘於城堡西北角建成；東北角的「銅丘」（銅丘堡壘）則為後來增建。東牆上的三座矩形塔樓相距約15（49英尺），於1843年拆除。雖然這些堡壘常被認為是都鐸時期的建設，但考古研究表明雷格丘可追溯至愛德華一世統治時期，並無確切證據支持其為都鐸建造。 雷格丘南側封閉的垛口是倫敦塔唯一現存的中世紀原構垛口，其餘皆為維多利亞時期重建。
一條新的50-（160-英尺）寬護城河被開挖，位於新增的城牆之外； 護城河的中央原本比現今低4.5（15英尺）。 隨著幕牆擴建，舊有的主要入口被遮蔽並喪失功能；新的入口位於外圍城牆西南角，並設置一組新的防禦設施，包括內外兩座門樓與一座瓮城。 該瓮城自14世紀30年代起因鄰近皇家獸苑而被稱為「獅子塔」，惟其建築本體現已不存。
愛德華亦將城堡南側擴建至原本被泰晤士河淹沒的地帶。1275年至1279年間，他在此興建聖湯馬士塔，後來改稱「叛徒門」，取代「血腥塔」成為城堡的新水門。此建築在英格蘭中世紀城堡中獨具特色，其最接近的對應實例為巴黎羅浮宮中已拆除的舊水門。碼頭設有箭孔以防禦河面來襲敵人，並於入口處安裝吊閘以控管進出。塔樓一樓為豪華起居空間。
此外，愛德華一世亦將皇家鑄幣廠遷入倫敦塔，其初期位置未詳，可能位於外城區或獅塔附近。 至1560年，鑄幣廠位於靠近鹽塔（鹽塔）的外城區建築內。1348年至1355年間，另一座水門搖籃塔於聖湯馬士塔東側建成，作為國王的私人河道通道。

## 歷史

### 建立
1066年10月14日，黑斯廷斯戰役中獲勝的諾曼第公爵征服者威廉，開始著手鞏固其征服成果。在接下來的一年內，他透過在戰略要地設置防禦工事以穩固統治。威廉在進軍途中建立了多座城堡，行軍路線呈曲折之勢，直到抵達坎特伯里後，方轉向英格蘭最大城市倫敦。 當時倫敦的防禦橋仍由盎格魯-撒克遜人把守，威廉遂轉而劫掠南華克，並繼續繞行英格蘭南部。 他沿途連番勝利，有效切斷倫敦的補給線，使該城於1066年12月陷入孤立與恐慌之中，最終由其領袖不戰而降。
1066年至1087年間，威廉共建立了36座城堡， 根據《末日審判書》的記載，他的下屬還陸續建造了更多城堡。 諾曼人由此展開「整個封建歐洲歷史上最廣泛且集中的城堡建設計畫」。 這些城堡具備多重功能：不僅作為軍事防禦據點，亦同時兼為行政中心與貴族居所。
威廉派遣先遣部隊進入倫敦，為他入城、慶祝勝利與興建城堡做準備。其傳記作者普瓦捷的威廉記載：「為了壓制龐大而野蠻民眾的躁動，城中建起了若干防禦工事。因為他（威廉）意識到，要使倫敦人屈服，首要之務即是震懾他們」。 當時倫敦已是英格蘭最大的城鎮，自懺悔者愛德華統治時期興建的西敏寺與舊西敏宮，使其成為全國政治中心；同時它亦為繁榮的港口城市，對諾曼人而言具有重要戰略與經濟意義。 同時期倫敦境內另有兩座城堡貝納德城堡與蒙斐徹城堡亦相繼建立。 日後被稱為倫敦塔的要塞，則選址於羅馬時期城牆的東南角，巧妙利用既有構造作為預製防禦工事，並由南側的泰晤士河提供天然屏障。 初期的城堡結構應為木造形式，以壕溝與木柵牆包圍防衛，並設有足以容納威廉本人的居所。

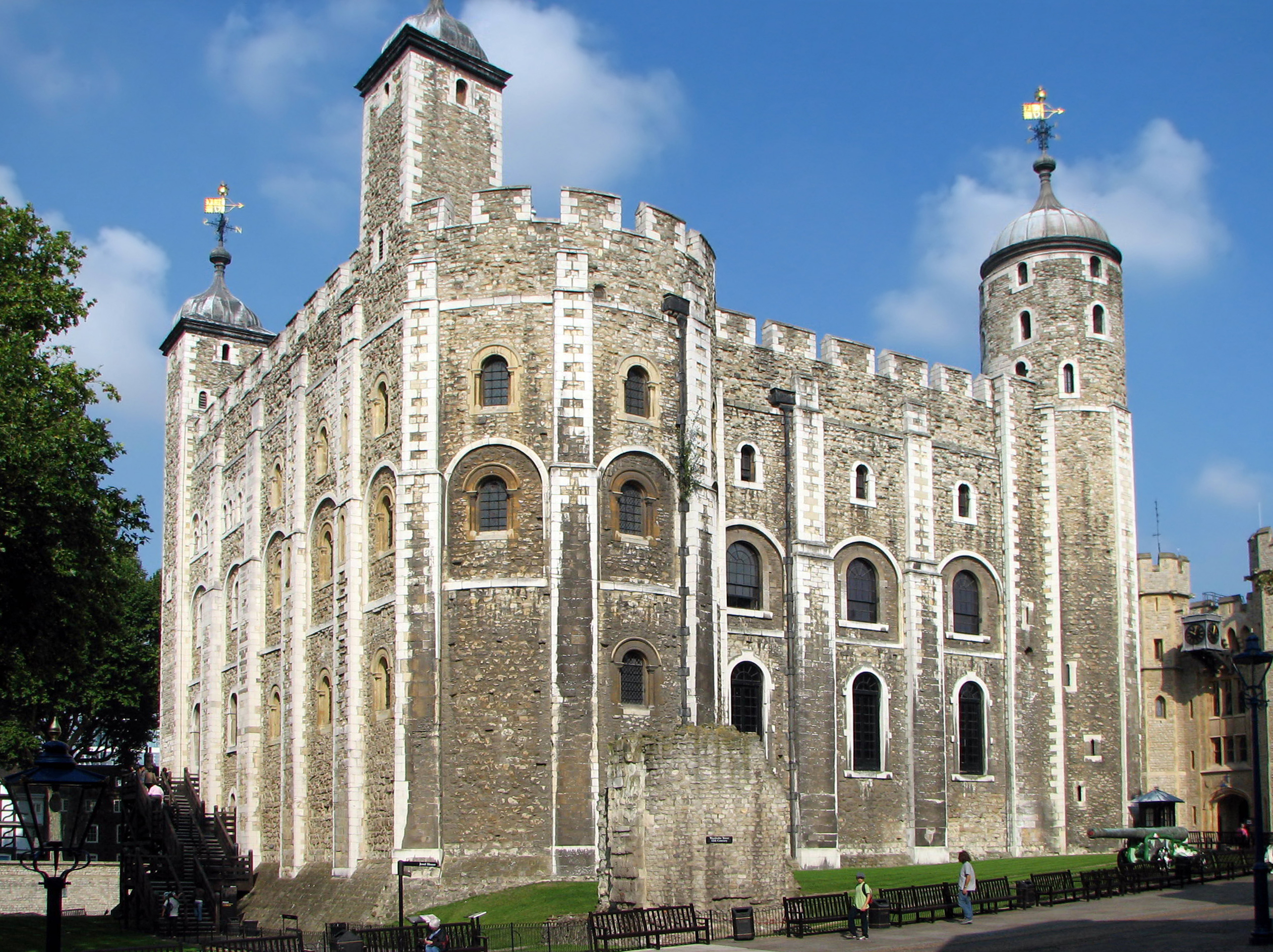
白塔建於11世紀末期。

大多數早期的諾曼城堡最初以木材建造，但至11世紀末，包括倫敦塔在內的少數幾座已經改建或重建為石造建築。白塔，即整座城堡名稱的由來，其建設一般認為始於1078年，但確切年代仍不明。威廉一世任命羅切斯特主教剛多夫主教負責監督工程，然而建造可能直到1087年威廉逝世後方告完成。白塔為英格蘭最早的石造主樓，亦是早期城堡中最堅固的防禦中樞，同時設有供國王起居的豪華居所。該建築最遲應於1100年前完工，因當年主教拉努爾夫·法蘭巴德即被囚於此。
英格蘭人普遍厭惡法蘭巴德，視其為橫徵暴斂的象徵。他是首位有紀錄被囚於倫敦塔的犯人，也是首位成功越獄者。據載，他藏匿繩索於一桶酒中，設宴邀請獄卒並於酒酣之際，悄然從一處隱密房間垂繩而下逃出塔外。法蘭巴德在獄中待遇優渥，不僅得以攜僕同行，還於1101年2月2日設宴款待守衛。此事震驚朝廷，一位同時代的編年史作者甚至指控他施展巫術逃脫。
根據《盎格魯-撒克遜編年史》記載，1097年英王威廉二世下令於倫敦塔周圍築牆；該圍牆應為石造，可能取代原先自城堡西北側延伸、連接羅馬時期城牆（東側）與泰晤士河（南側）之間的木柵防線。諾曼征服倫敦不僅帶來新的統治階層，也重塑了城市空間。土地被沒收並重新分配予諾曼貴族，且為財政考量，自法國引進大量猶太人。由於猶太人受到王室直接保護，他們的聚落常圍繞城堡形成。當反猶暴力威脅升高時，倫敦塔也成為猶太社群的避難所。
1135年，亨利一世的駕崩引發王位繼承危機。儘管國王生前已成功說服多位最具勢力的貴族支持玛蒂尔达皇后繼位，但僅數日後，布卢瓦的斯蒂芬即從法返回，宣稱擁有王位繼承權。倫敦及其塔樓的重要性，由斯蒂芬迅速掌控全城可見一斑。此時，倫敦塔已不常作為王室住所，而由塔樓統領負責管理，當時擔任此職者為傑弗里·德·曼德維爾。倫敦塔作為無可攻克的要塞，戰略地位極其重要，其掌控權關係政局走向。曼德維爾遂利用此地位，於1141年第一次林肯戰役後斯蒂芬被俘之際轉而支持瑪蒂爾達；隔年瑪蒂爾達勢力衰退，他又將忠誠轉向斯蒂芬。
憑藉倫敦塔統領一職的地位，曼德維爾一度被譽為「英格蘭最富有且最具權勢的人」。當他第三次暗中轉向瑪蒂爾達時，斯蒂芬將其逮捕，迫使他交出所有城堡，並以一名忠誠的支持者取而代之。此前，倫敦塔統領一職為世襲，最早由傑弗里·德·曼德維爾家族持有。自此次事件後，該職位改為君主任命。統領一職通常授予社會地位崇高者，他們多半不常駐守城堡，因需處理其他政務。然而，自早期起便設有副手，即倫敦塔副統領，協助處理守備與行政事務。此外，倫敦塔統領也曾負責城市管理，包括徵稅、執法與維持治安。直到1191年倫敦市長職位設立後，大部分城市職權轉由市長接手，統領的權力因此縮減，雙方在權責上偶有衝突。

### 擴建時期
倫敦塔自西元1100年左右建立後，其形貌大致保持不變，直到理查一世（1189–1199年在位）時期才有重大變動。當理查王前往參與十字軍東征時，王國政務由其大法官威廉·德隆尚掌理，他同時負責倫敦塔的擴建工程。《財政帳冊》記錄顯示，自1189年12月3日至1190年11月11日期間，倫敦塔共耗資2,881鎊1先令10便士，佔理查在全英修築城堡總費用約7,000鎊的一大部分。根據當時編年史家霍登的羅傑所述，德隆尚曾嘗試在城堡周圍開挖護城河，並引泰晤士河水灌入，但未能成功。
身為倫敦塔總管，德隆尚強化防禦體系，準備應對理查之弟約翰王子在國王離境期間奪權的企圖。當時倫敦塔是德隆尚最重要的堡壘，他竭力將其建造成堅不可摧。1191年10月，倫敦塔首次遭遇圍攻。儘管設防完善，德隆尚在僅僅三天後即向約翰投降，認為與其長期抵抗，不如換取政治利益。
1199年，約翰繼位為王，但其統治廣遭貴族反感，最終引發叛亂。1214年，當約翰身在溫莎城堡時，羅伯特·費茨瓦爾特率軍攻入倫敦並圍攻倫敦塔。雖然守軍人數不足，倫敦塔仍成功抵擋攻勢，直到約翰簽署《大憲章》方得解圍。然而國王旋即違反承諾，引發第一次男爵战争。即使《大憲章》已簽署，費茲沃特依舊控制倫敦。戰爭期間，倫敦塔守軍倒戈支持貴族一方。1216年，約翰被貴族罷黜，他們轉而邀請法王之子路易八世繼承英格蘭王位。不過同年10月約翰去世，部分勢力開始轉向支持其子亨利三世。戰爭仍持續進行，費茲沃特堅守倫敦與倫敦塔，直至亨利勢力逐漸壯大，戰局最終結束。
進入13世紀，亨利三世（1216–1272年在位）與其子愛德華一世（1272–1307年在位）大幅擴建倫敦塔，奠定今日城堡的基本格局。由於亨利與貴族關係緊張、互信不足，政局動盪，他極力將倫敦塔建為堅固堡壘，以鞏固王權。同時，他亦是一位唯美主义者，希望城堡具備居住的舒適性。1216至1227年間，王室在倫敦塔投入近10,000鎊修建費用，僅次於溫莎城堡的15,000鎊。當時工程重點為內城區的宮殿設施。1240年，白塔首次被粉刷成白色，自此得名。自1238年起，城堡向東、北與西北方向擴展。這些工程橫跨兩代王朝，時有因內亂中斷。擴建內容包括新增防禦外牆與多座塔樓，並在缺乏河流保護的西、北、東側開挖護城壕溝。東側擴建更突破舊有的羅馬城界，打破原與城牆結合的防禦體系。由於倫敦塔長期被視為王權壓迫的象徵，深為市民反感，當1240年城門樓坍塌時，市民甚至歡欣鼓舞。擴建對當地造成諸多干擾，政府因此向倫敦塔旁的聖凱瑟琳醫院與奧德門區三一修道院的修士支付166鎊作為賠償。
亨利三世經常在倫敦塔舉行朝會，並曾於1236年與1261年兩度在此召開議會，因當時他認為貴族行為變得危險且無法無天。1258年，由西蒙·德蒙福特領導的一群不滿貴族，迫使國王同意一系列改革，其中包括定期召開議會，以及放棄對倫敦塔的控制權。亨利三世對失去權力深感不滿，遂向教宗請求解除其誓言。1261年，他憑藉傭兵支持重返倫敦塔，重新掌控城堡。儘管持續與貴族談判，國王仍安然居於城堡，且無軍隊嘗試攻城。雙方達成休戰協議，條件之一是國王必須再次交出倫敦塔控制權。1265年，亨利在伊夫舍姆戰役]中大獲全勝，重新掌控國家與倫敦塔。紅衣主教教宗哈德良五世抵達英格蘭，對尚在叛亂的貴族施以逐出教會的懲罰；此舉極不受歡迎，且當紅衣主教被賦予倫敦塔管理權時，局勢更加緊張。1267年4月，赫特福德第六代伯爵吉爾伯特·德·克萊爾率軍攻擊倫敦，包圍城堡，並聲稱「倫敦塔的管理權不應交給外國人，更不應交給教士」。儘管擁有龐大軍隊及攻城武器，吉爾伯特仍未能攻下倫敦塔，最終撤退。亨利三世因此鞏固了首都的控制權，倫敦塔在他餘生期間保持和平。
儘管不常駐倫敦，愛德華一世仍耗費巨資改造倫敦塔。1275至1285年間，他在此投入約21,000鎊，花費超過亨利三世整個統治期間的兩倍。愛德華一世是一位經驗豐富的城堡建築者，他將在十字軍東征中的攻城經驗應用於城堡設計，引進多項創新。他的威爾斯城堡與城牆建設計畫推廣使用箭孔，並受東方建築風格影響。在倫敦塔，他填平了亨利三世挖掘的護城河，並沿原址築起新的防禦牆形成新外圍，外側再挖掘新的護城河。亨利三世時代的西側防禦牆被重建，博尚塔取代了舊城門樓。新城門設有兩座城門樓與一座瓮城，防禦工事十分嚴密。此外，愛德華一世還建造了兩座水磨，使城堡能夠自給自足。
1278年，600名猶太人因被控剪幣而被囚禁於倫敦塔。愛德華一世自1276年起開始迫害猶太人，並於1290年發布驅逐詔令，強制猶太人離開英格蘭。1279年，英格蘭各鑄幣廠整合，倫敦塔的鑄幣廠成為統一系統的中心，其他鑄幣廠逐漸裁減，僅有少數地方及主教鑄幣廠仍持續運作。
此時期，許多猶太人曾被囚禁於倫敦塔，直至1290年愛德華一世驅逐詔令發布為止。

### 中世晚期

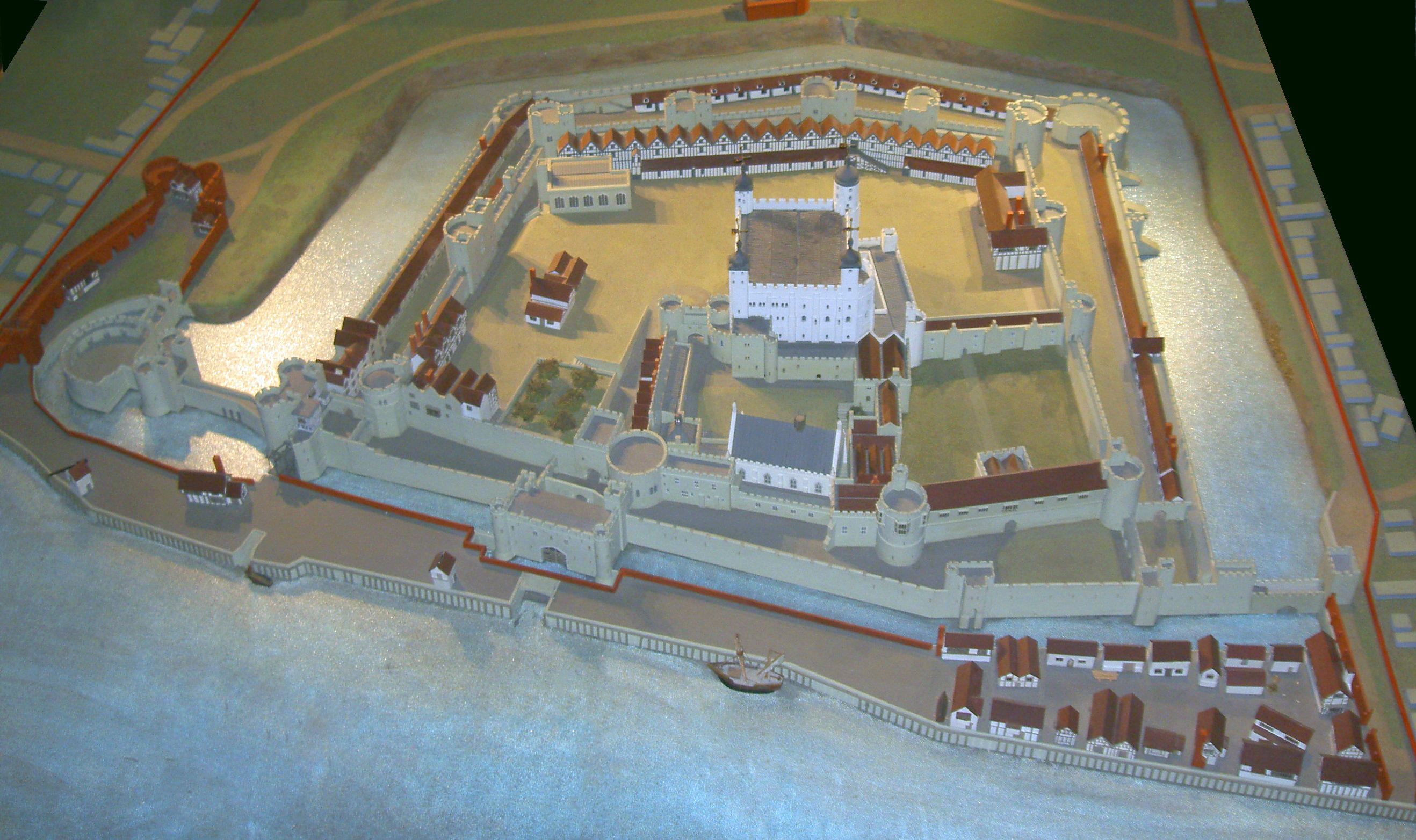
倫敦塔模型，展示愛德華四世時期擴建碼頭及在城堡西端加築磚砌堡壘後的樣貌

在爱德华二世（1307–1327年）統治期間，倫敦塔的活動相對較少。 不過，這時期成立了私人衣櫥部，設於倫敦塔，負責管理國家的武器裝備。 1321年，巴德勒斯米爾男爵夫人瑪格麗特·德克萊爾成為倫敦塔首位被囚禁的女性，她因拒絕讓法蘭西王后伊莎貝拉進入位於利茲城堡的宅邸，並命令弓箭手射殺伊莎貝拉的護衛，導致六人喪生而遭監禁。 當時倫敦塔通常囚禁身份尊貴的犯人，是全國最重要的皇家監獄。 不過，倫敦塔並非絕對安全，歷史上曾有囚犯藉賄賂獄卒成功逃脫的紀錄。1323年，第一代边境伯爵罗杰·莫蒂默在倫敦塔副守衛的協助下逃出牢房。他的手下砍開牢房牆壁後，他乘船逃往法國，並與愛德華二世的王后私通，密謀推翻國王。1326年，莫蒂默返回英格蘭，首要行動就是攻佔倫敦塔並釋放囚犯。當時爱德华三世尚年幼，莫蒂默實質掌控政權長達四年；1330年，愛德華三世及其支持者逮捕莫蒂默，並將其囚禁於倫敦塔。
在愛德華三世（1312–1377年）統治期間，英格蘭在戰爭中重新取得優勢，與其父親愛德華二世時期對抗蘇格蘭和法國時處於劣勢形成對比。愛德華三世的重大勝利包括克雷西會戰、普瓦捷战役（俘虜法國國王約翰二世）以及内维尔十字之战（俘虜蘇格蘭國王大衛二世）。此時期，倫敦塔囚禁了許多高貴的戰俘。愛德華二世時期，倫敦塔已開始失修， 到了愛德華三世時期，城堡變得相當不舒適。被囚禁的貴族無法從事如狩獵等活動，而這些活動在其他皇家監獄如溫莎城堡中仍被允許。愛德華三世遂下令修繕城堡。

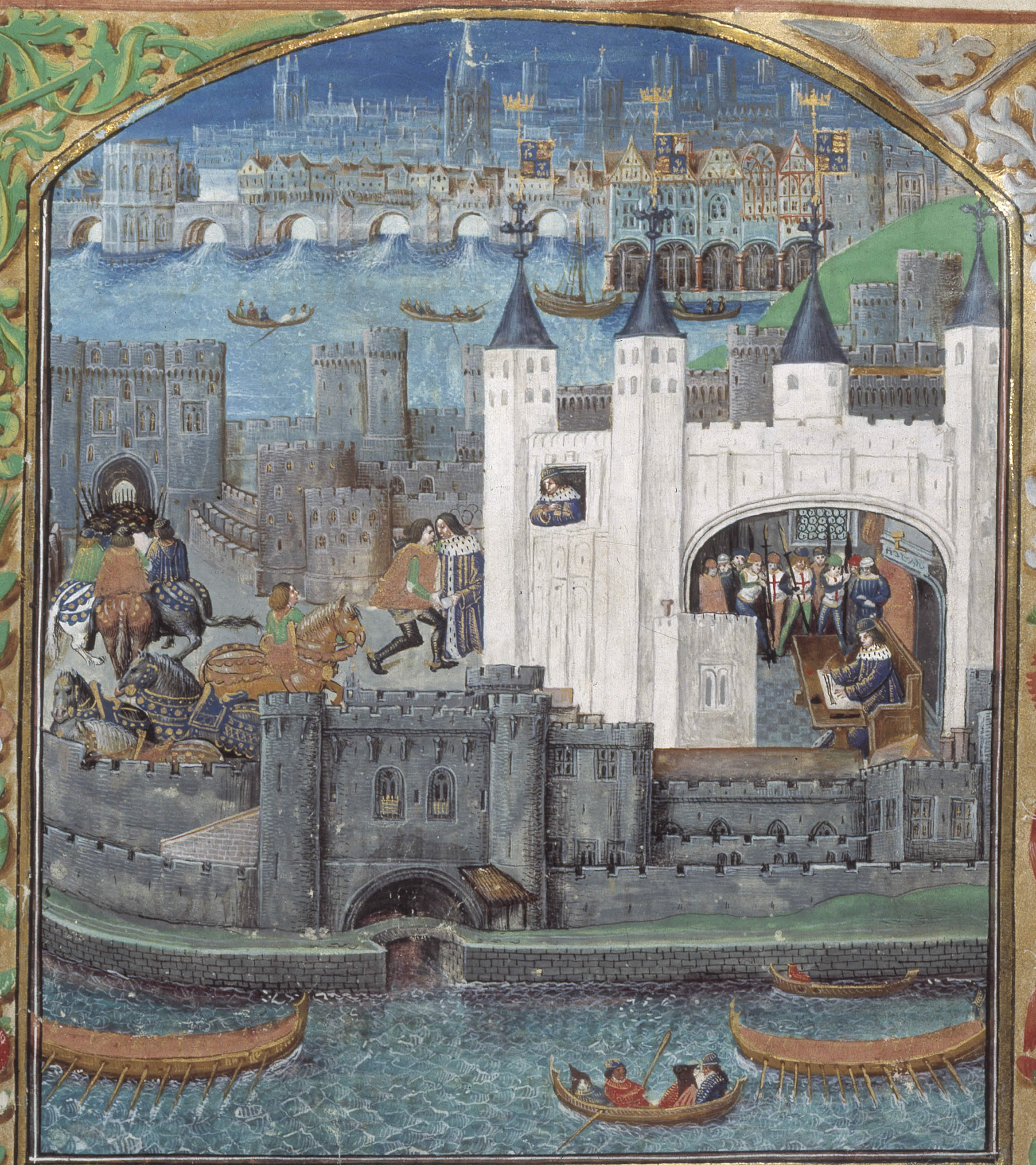
奧爾良公爵查理，法國國王的侄子，於百年戰爭期間被囚禁於倫敦塔。這幅15世紀末的圖像是現存最早非示意性的倫敦塔畫作，圖中可見白塔、水門，以及背景中的伦敦桥。

1377年理查二世加冕時，曾率隊從倫敦塔遊行至西敏寺。這項傳統至少始於14世紀初，並持續至1660年。 1381年瓦特·泰勒农民起义期間，當國王身處倫敦塔時，城堡遭到圍攻。理查與起義領袖瓦特·泰勒會面時，暴徒無阻力闖入城堡，洗劫了珠寶庫。坎特伯雷大主教西蒙·薩德伯里曾躲避於聖約翰禮拜堂，希望暴徒尊重庇護權，卻最終被捕並於倫敦塔山處決。 六年後再度爆發內亂，理查選擇在倫敦塔度過聖誕節，而非平時的溫莎城堡。 1399年，亨利·博林布魯克流亡歸來，理查被囚禁於白塔，隨後被迫退位，博林布魯克登基為亨利四世。
15世紀期間，倫敦塔的建築活動不多，但它依然是重要的避難所。當理查二世的支持者試圖發動政變時，亨利四世曾在倫敦塔尋求庇護。此時，城堡內囚禁了多名著名囚犯，包括蘇格蘭王位繼承人（後來的詹姆斯一世），他於1406年在前往法國途中遭綁架，囚禁於此。亨利五世（1413–1422年）統治期間，英格蘭在百年戰爭中重新取得優勢，尤其在阿金庫爾戰役等重要勝利後，許多高級戰俘被囚禁於倫敦塔，等待贖金的繳付。
15世紀下半葉，英格蘭大部分時間籠罩在玫瑰戰爭的陰影之下，這場王位繼承戰爭是蘭開斯特家族與約克家族之間持續不斷的內戰。 1460年，倫敦塔再次遭到約克派軍隊的圍攻。雖然城堡受到了火炮的轟擊並有損壞，但直到諾桑普頓戰役中亨利六世被俘後，城堡才宣布投降。 被稱為「造王者」的沃里克伯爵理察·內維爾曾協助亨利六世於1470年短暫重奪王位，但不久後爱德华四世重新掌權，亨利六世被囚禁於倫敦塔，並可能在此遭謀殺。1471年倫敦圍城戰期間，倫敦塔的約克派守軍與持有薩瑟克的蘭開斯特派軍隊交火，並從城堡出擊，夾擊攻向阿爾德門的蘭開斯特派。戰爭期間，倫敦塔加強防禦工事，以抵禦火器攻擊，增設可供火炮與手槍使用的射孔（loopholes）；為此，倫敦塔山南側新建了一處稱為「堡壘」（Bulwark）的防禦設施，但該建築現已不存。

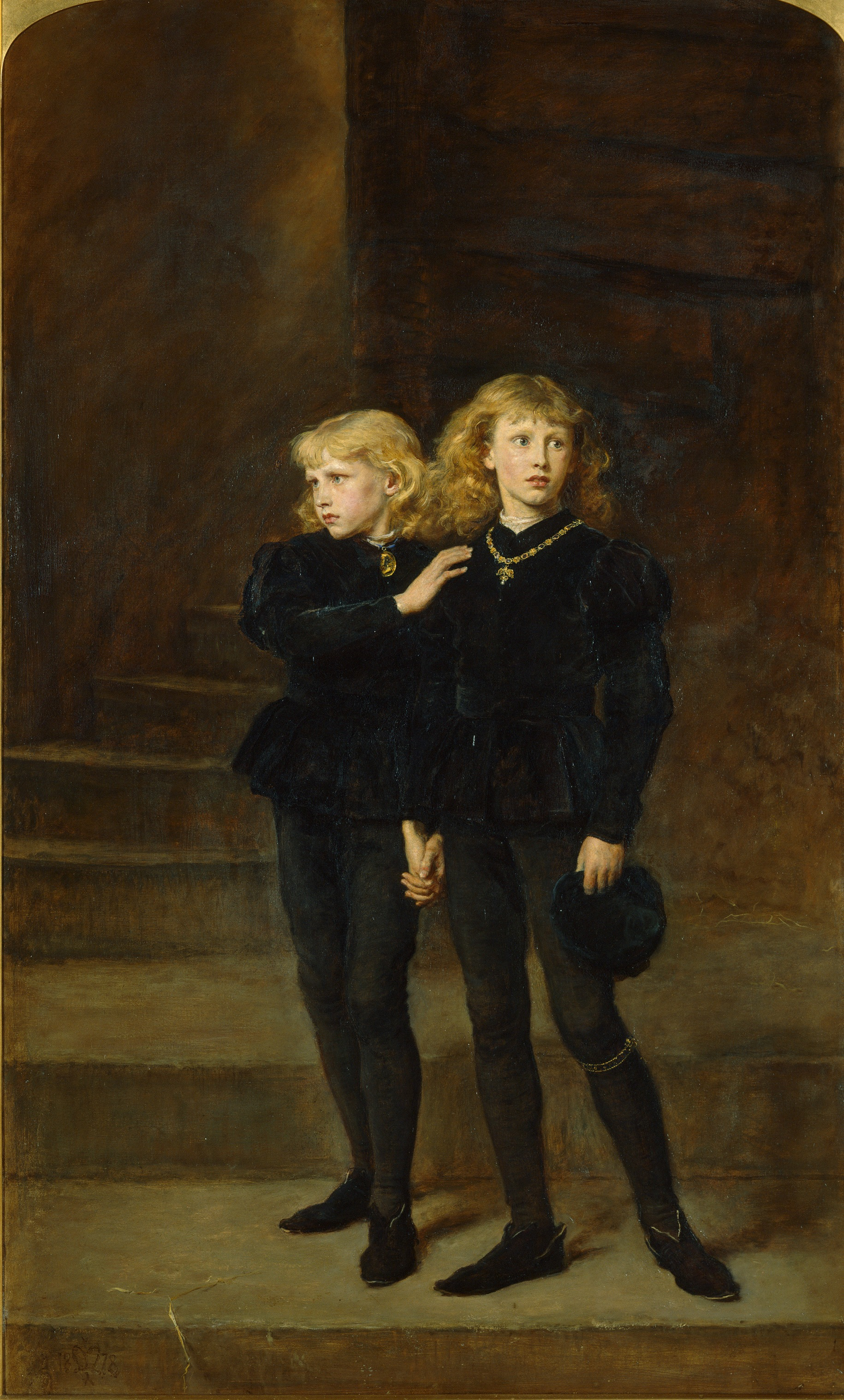
約翰·艾佛雷特·米萊於1878年所繪的《1483年塔中的愛德華五世與理查》

1483年，愛德華四世去世後不久，發生了傳統上最為人熟知且臭名昭著的塔中的王子事件。 當時，年幼的爱德华五世的叔父、格洛斯特公爵理查被宣布為攝政王，因為王子年齡尚幼無法親政。傳統說法認為，12歲的愛德華五世與其弟約克公爵理查一同被囚禁於倫敦塔。格洛斯特公爵於同年6月加冕為理查三世。兩位王子最後一次公開露面是在1483年6月；傳統觀點認為，他們很可能於該年夏末遭到謀殺。
據傳，兩位王子的遺骨於1674年被發現，當時白塔入口前的一處12世紀建築被拆除。然而，這批遺骨發現的深度約為10英尺（約3公尺），與2011年在米諾里區北方數百碼處發掘出的羅馬墓園遺骸發現深度（約12英尺，約3.6公尺）相近，因此其真實性備受質疑。
隨著反對理查三世的聲浪日益高漲，他於1485年在博斯沃思原野戰役中敗給來自蘭開斯特家的亨利七世，後者隨即登基成為亨利七世。 在位期間，亨利七世在國王塔旁興建一座新塔樓，作為圖書館使用。

### 功能轉變

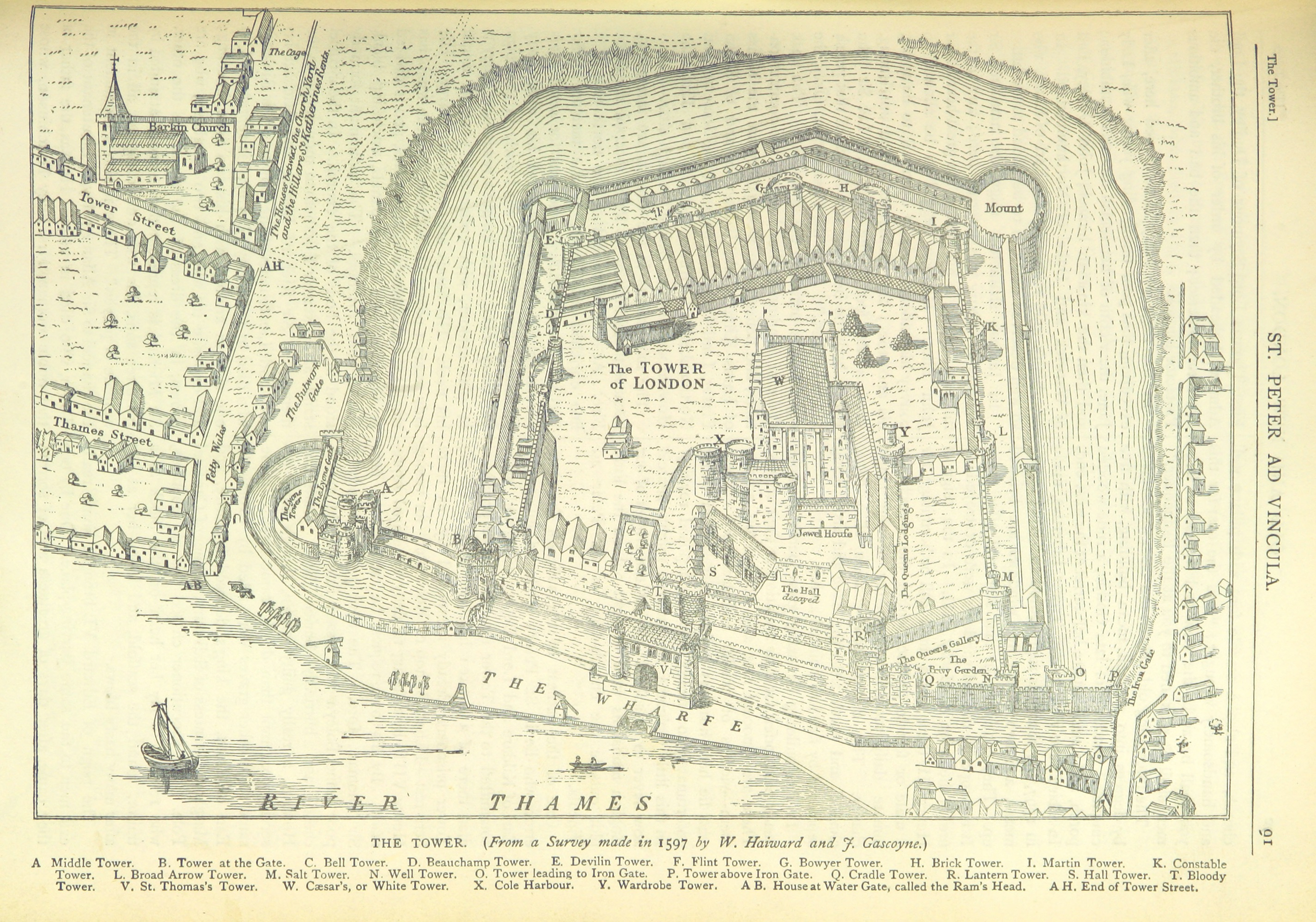
1597年倫敦塔推測圖，雕刻作品則由喬治·維圖（George Vertue）於1873年完成。

都鐸王朝的開端，也象徵倫敦塔作為王室住所的衰退。16世紀編年史家拉斐爾·霍林舍德曾指出：「倫敦塔更常被用作軍械庫和監禁犯人的場所，而非君主的宮殿。」 1485年至1500年間，亨利七世共14次造訪倫敦塔，但每次停留多為短暫，不超過一週。 自1509年起，御用侍從衛士成為王室的貼身護衛。1517年，倫敦市民因外國移民眾多爆發排外的惡五月日暴動，倫敦塔曾向暴民發射炮火，雖未造成人員傷亡，但此舉可能僅為嚇阻人群。

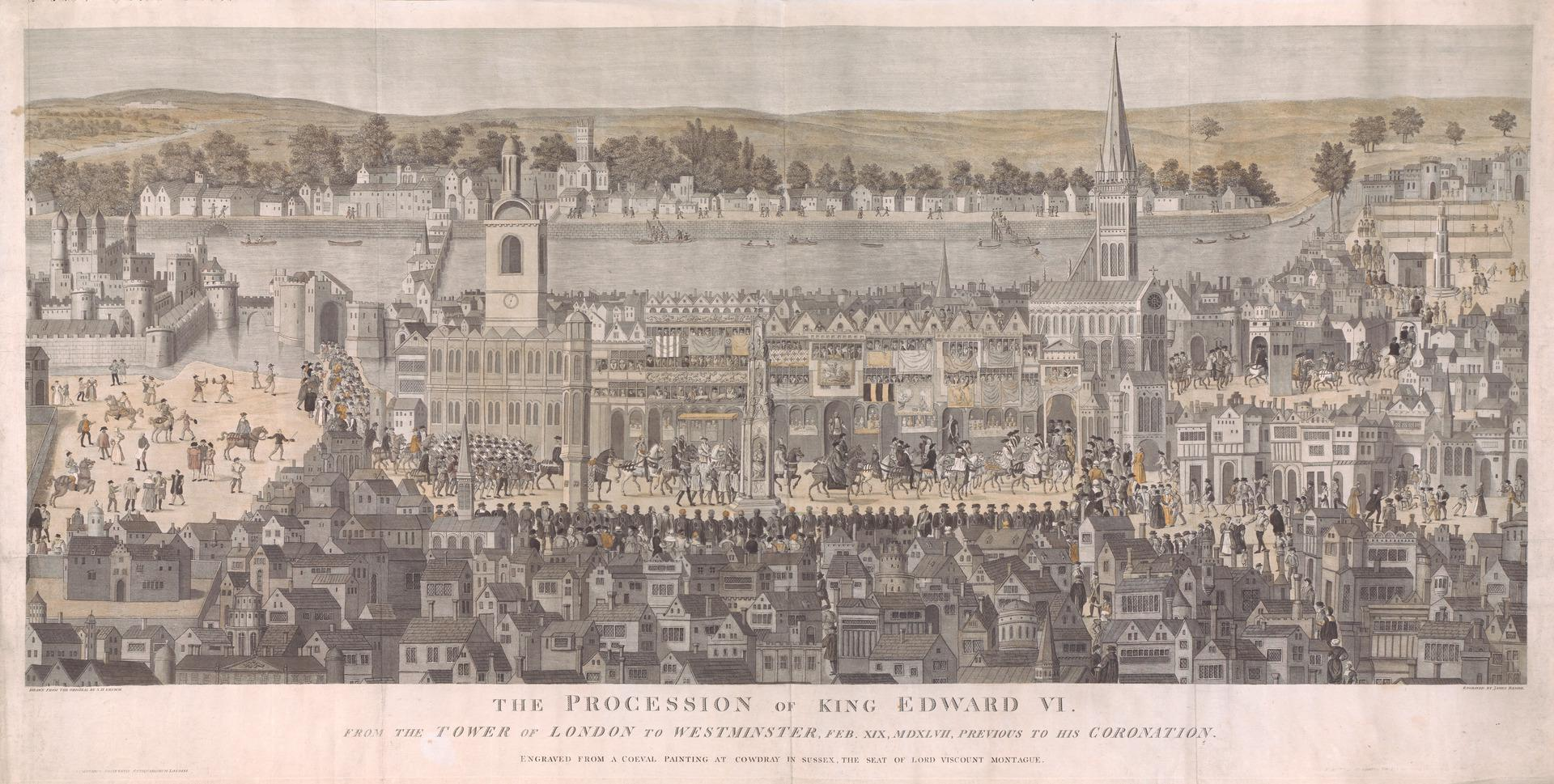
傳統上由倫敦塔（左）至西敏寺舉行的加冕遊行（圖為1547年愛德華六世）

在亨利八世統治期間，倫敦塔的防禦設施被認為亟需修繕。1532年，托马斯·克伦威尔斥資3,593英鎊進行整修，並從法國卡昂運來近3,000噸石材。 然而，這些修繕仍不足以使其達到當時抵禦火炮攻擊的現代軍事防禦標準。 雖然防禦系統獲得更新，塔內的宮殿建築卻因年久失修，至亨利八世去世時幾乎無法居住。自1547年起，倫敦塔僅在政治或象徵意義重大時，才偶爾作為王室住所使用。例如，爱德华六世、瑪麗一世與伊莉莎白一世皆曾於登基前短暫居住於此。
16世紀的倫敦塔逐漸獲得陰森恐怖的監獄名聲，但這一形象並非始終如此。作為王室城堡，它雖長期用於囚禁，但主要拘押身分尊貴者，且拘留時間通常較短；普通平民多被關押於其他監獄，因當時倫敦已有多處設施可用。與大眾印象不同，囚犯可透過塔內官員如倫敦塔副官購買較佳的食物、毯子等物品，以改善生活條件。
由於囚禁職能早期僅為城堡的附帶用途，與其他城堡無異，倫敦塔直到1687年才建造首座專門關押囚犯的設施，位於白塔西北側的一座磚造棚屋，稱為「士兵監獄」。 倫敦塔作為酷刑與監禁場所的惡名，很大程度源自16世紀宗教宣傳者及19世紀浪漫主義者的渲染。 雖有誇張成分，倫敦塔作為監獄的巔峰時期確實是在16至17世紀，當時許多宗教和政治異見者被拘押於此。
酷刑的施用需經樞密院批准，因此實際使用次數有限。1540年至1640年間即倫敦塔監禁最頻繁時期，僅記錄48起酷刑案例，最常見的三種酷刑為臭名昭著的拉刑架, 拾荒者之女，以及吊鐐。 拉刑架於1447年由當時倫敦塔統領埃克塞特公爵引入英格蘭，因此又稱「埃克塞特之女」。 著名被酷刑的囚犯之一為英格蘭天主教會地方成員盖伊·福克斯，他於1605年11月6日被送入倫敦塔，並在酷刑後承認策劃火药阴谋。曾被囚禁並在倫敦塔處決的知名人士也包括安妮·博林。

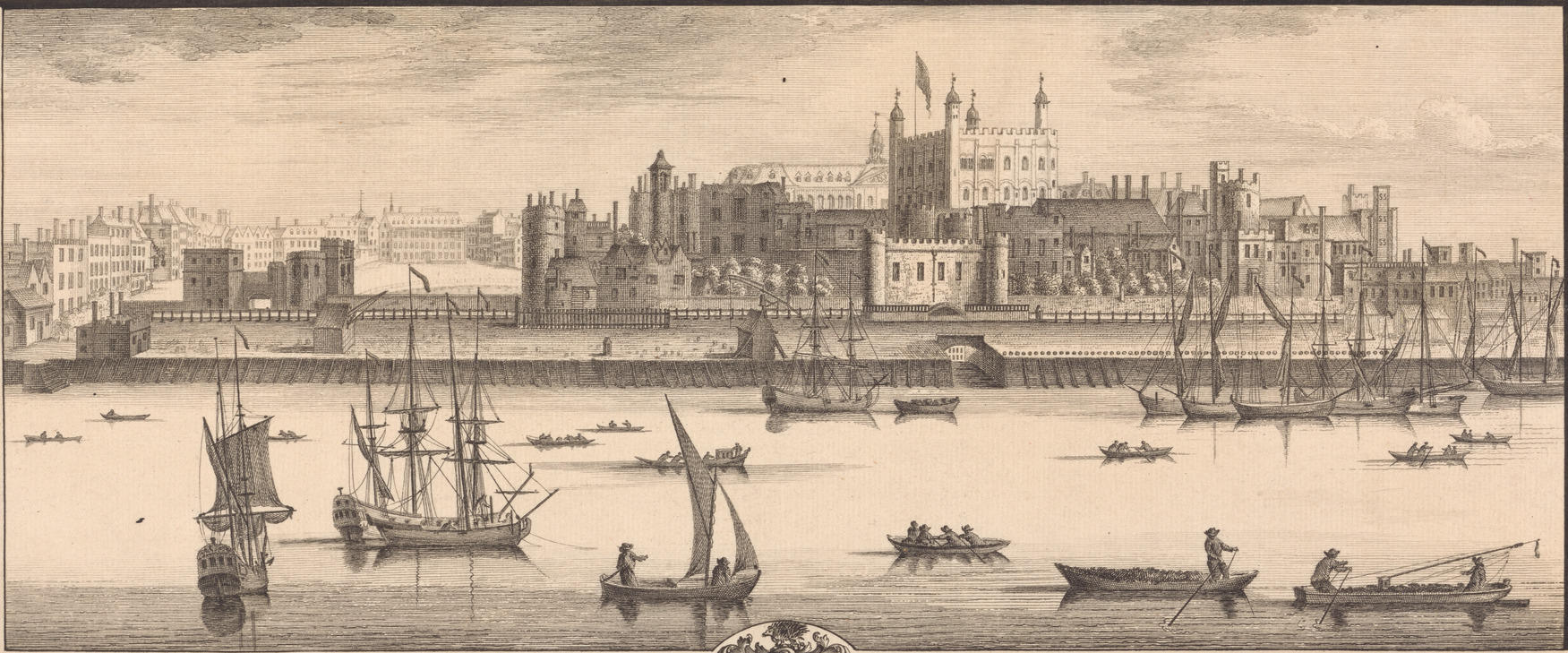
1737年由薩繆爾與納撒尼爾·巴克兄弟繪製的倫敦塔版畫

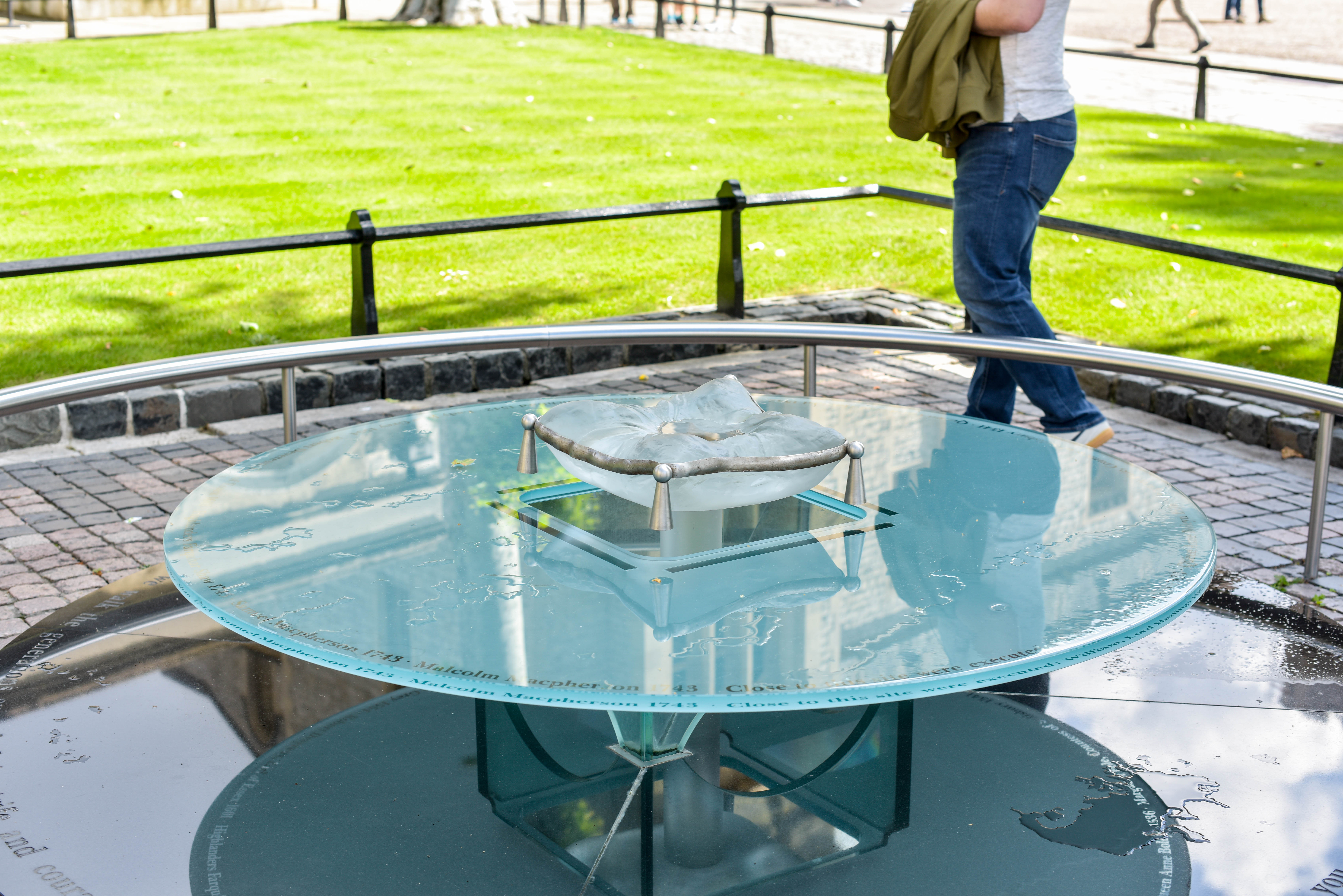
2006年揭幕的倫敦塔處決者紀念碑，由布萊恩·卡特林設計

雖然御用侍從衛士原為王室近衛，但至16、17世紀，他們的主要職責已轉為看守囚犯。 倫敦塔通常比其他監獄（如瘟疫肆虐的艦隊監獄）更為安全。身分尊貴的囚犯甚至享有較舒適待遇，例如沃爾特·雷利被囚期間，其居所曾改建以便與家人同住，其子亦於1605年在塔中出生。
處決通常在塔丘進行，約有112人在此被處決，時間跨度約400年。 倫敦塔內部的處決地點（塔綠地）極為罕見，僅限7人，多為不宜公開處決的特殊囚犯，如簡·格雷即其中之一。 她於1554年2月12日被處決後，瑪麗一世以涉嫌煽動叛亂為由，將其妹伊莉莎白一世囚禁於倫敦塔，因小托馬斯·懷亞特曾以伊莉莎白名義發動叛亂。

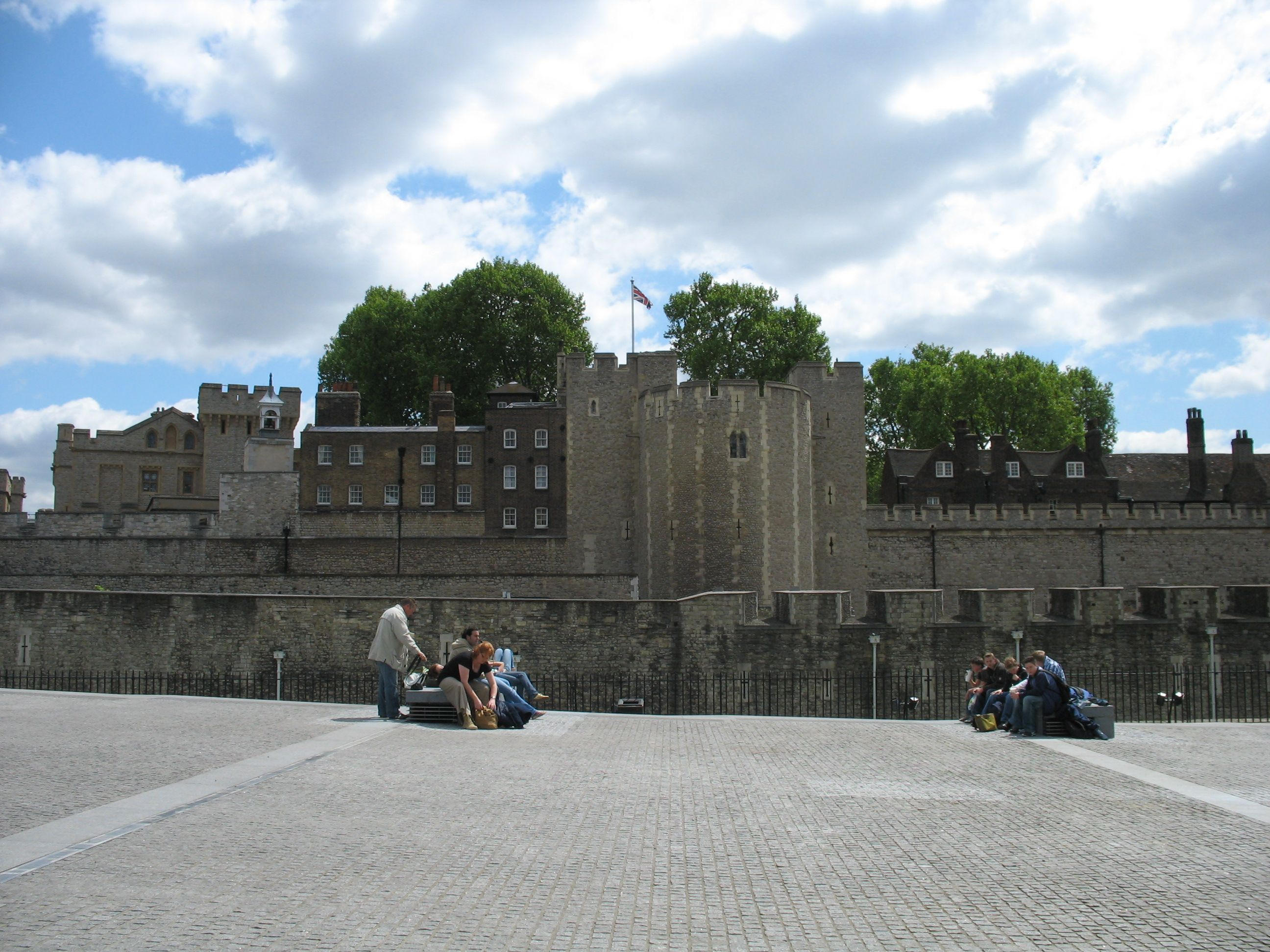
倫敦塔北側的塔丘石板地面。400年間，共有112人在此處被處決。

軍械辦公室於15世紀成立，接替了樞密衣櫥管理君主軍械及貴重物品的職責。 在1661年以前，尚無常備軍隊時，倫敦塔的王室軍械庫提供了戰時所需軍備與補給的專業體系，具有重要軍事價值。自1454年起，這兩個機構駐紮於倫敦塔，16世紀時則遷至內堡區域。 它們的繼任機構軍械局將總部設於白塔，並於周邊建築設置倉儲設施。該委員會於1855年解散，其繼任機構為隸屬於英國陸軍部皇家陸軍軍械部隊，繼續以倫敦塔為據點至1869年。此後總部遷往伍尔维奇皇家兵工廠，並將剛關閉的伍爾維奇造船廠改建為大型軍火倉庫。

#### 17-18世紀
17世紀上半葉，英王查理一世與國會間政治緊張加劇，國王派遣忠誠部隊試圖掌控倫敦塔及其金銀財寶與軍備。1640年，倫敦的民兵部隊倫敦訓練軍被調入倫敦塔防守，當局制訂防禦計畫，建設炮臺，使倫敦塔進入戰備狀態。儘管最終未爆發衝突，但1642年查理一世試圖逮捕五位國會議員失敗逃離倫敦後，國會撤換時任倫敦塔副官約翰·拜倫男爵。倫敦訓練軍轉而支持國會，並與市民合力包圍倫敦塔。經國王允許，拜倫交出控制權，國會指派約翰·康耶爵士接任副官。當英格蘭內戰於1642年11月爆發時，倫敦塔已落入國會之手。
最後一位遵循傳統、由倫敦塔出發前往西敏寺舉行加冕儀式的君主為查理二世，時間為1661年。但由於當時倫敦塔住宿設施破敗，他並未於加冕前夜住入塔內。 斯图亚特王朝期間，倫敦塔建築多由軍械局主導整修。1663年耗資逾4,000英鎊興建新倉庫，即今日「新軍械庫」（New Armouries），位於內堡區。 17世紀曾規劃依據義大利式堡壘樣式加強倫敦塔防禦，但未付諸實施。儘管1670年興建首座專為士兵設計的「愛爾蘭軍營」（Irish Barracks）改善駐軍生活，整體住宿條件仍未顯著提升。

### 近代
汉诺威王朝登基時期政局仍不穩，且憂慮蘇格蘭叛亂，遂對倫敦塔進行整修。1750年至1770年間的工程多由國王御用石匠約翰·德瓦爾負責。 當時斯圖亞特時代增設的炮臺已大幅破損，火炮數量由118門減至45門。當代評論指出，該堡壘若遭遇訓練有素的軍隊，恐難撐過24小時。 整體18世紀防禦工程零散且缺乏連貫性，但1774年城堡南側城垣新建通往外堡區的入口，改善了與碼頭的聯繫。此外，環繞倫敦塔的護城河自開鑿以來，歷經數世紀已嚴重淤積，儘管多次清理，成效有限。由於護城河仍是防禦系統的一環，1830年，塔的統領——第一代威靈頓公爵阿瑟·韋爾斯利下令進行大規模清淤工程，移除數英尺厚的淤泥。但此舉仍無法防止1841年駐軍中爆發的水源傳染病，導致多人死亡。為防護城河繼續成為公共衛生危害，遂於1843年開始填埋河道，工程大致於兩年後完成。
1845年，威靈頓公爵親自奠基，在內堡區興建滑鐵盧兵營，可容納1,000名士兵，並於白塔東北側建造軍官宿舍。該建築現為皇家燧發槍兵團總部所在地。 1828年至1858年間，隨著宪章运动勢力壯大，當局再次啟動加強倫敦塔防禦計畫，這是城堡最後一次大規模防禦工程。現存多數火砲與槍械設施即建於此時期。
在第一次世界大戰期間，有11人因間諜罪在倫敦塔秘密受審並遭處決。 第二次世界大戰期間，倫敦塔再度用作戰俘拘禁所。知名囚犯包括阿道夫·希特勒的副手鲁道夫·赫斯，雖然他僅於1941年短暫拘留四天，但他仍是最後一位被囚禁於倫敦塔的「國家囚犯」。
最後一位於倫敦塔被處決者為德國間諜約瑟夫·雅各布斯，於1941年8月15日被槍決。 一戰與二戰期間的處決多於位於外堡區、1969年拆除的臨時微型靶場內執行。 倫敦塔最後一次用作軍事防禦設施，亦為二戰期間。若海獅作戰成功使德軍入侵英國，倫敦塔將與皇家鑄幣局及周邊倉庫構成三大據點之一，作為保衛倫敦的最後防線。

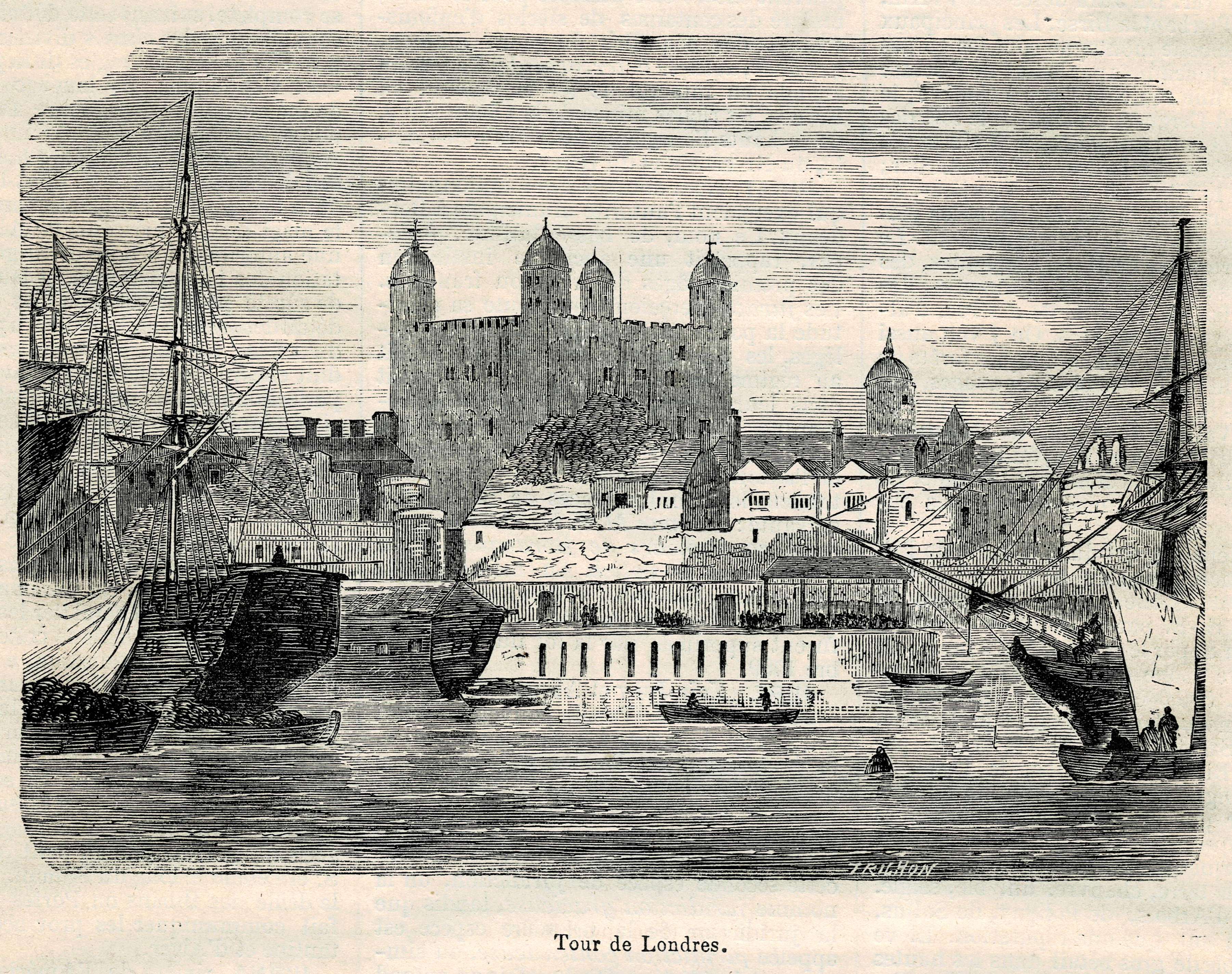
1866年的倫敦塔版畫
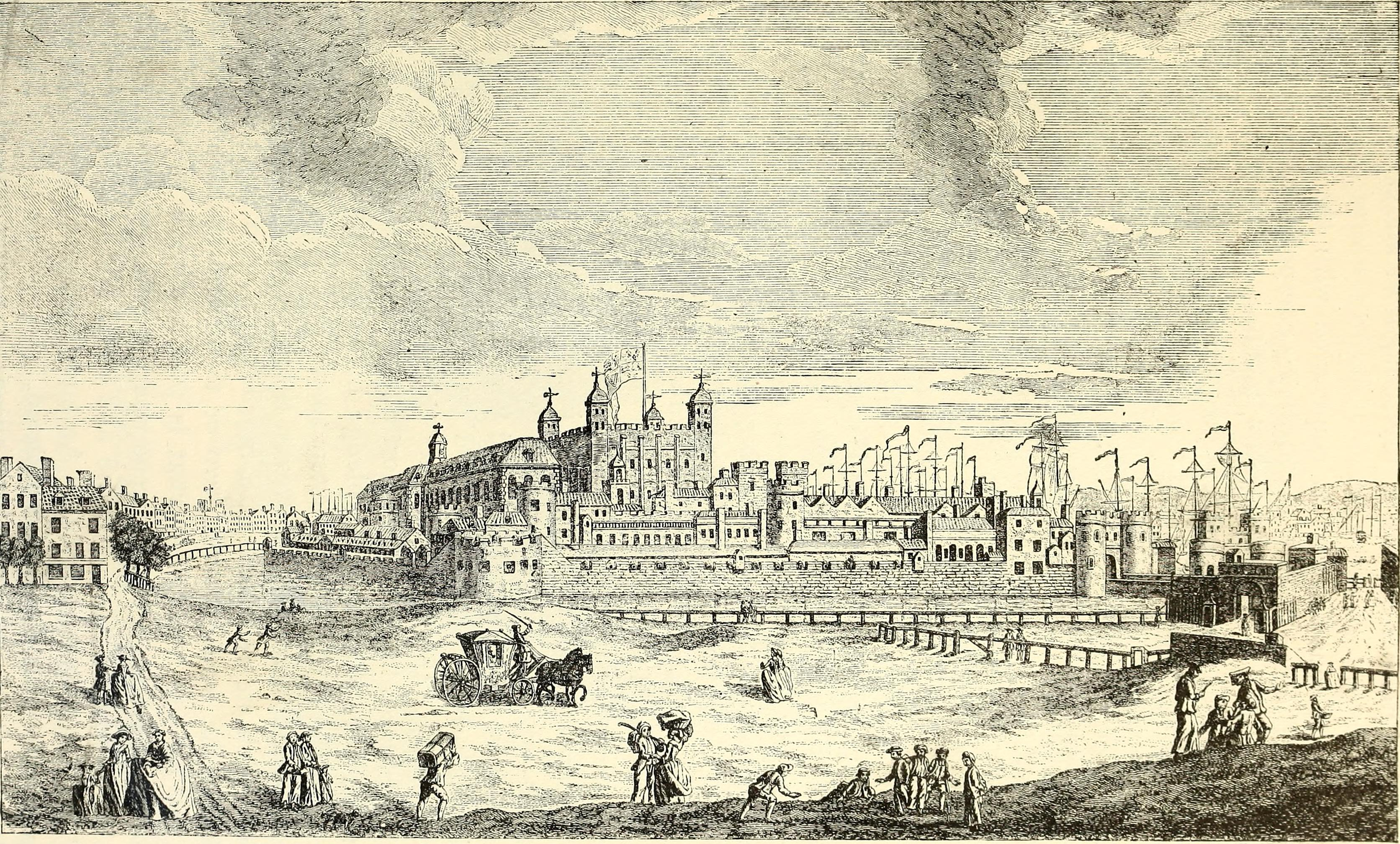
1877年的倫敦塔版畫
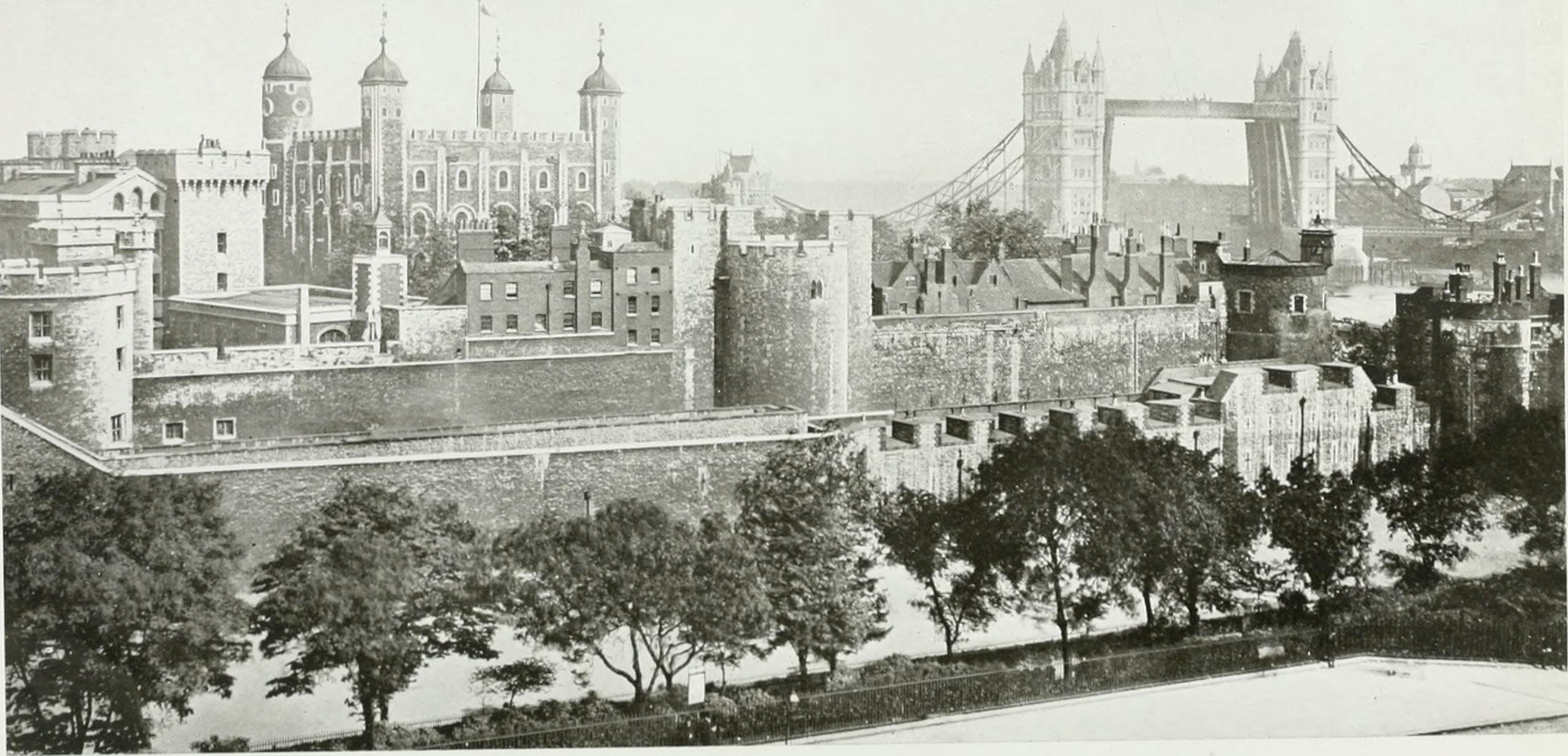
1913年的倫敦塔與倫敦塔橋
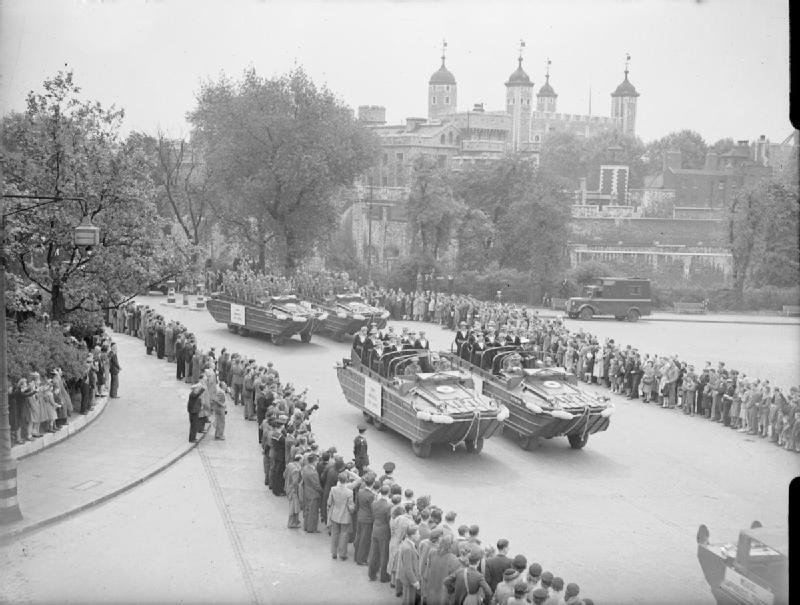
1946年6月8日的二戰倫敦勝利遊行，倫敦塔位於後側背景

## 修復與觀光

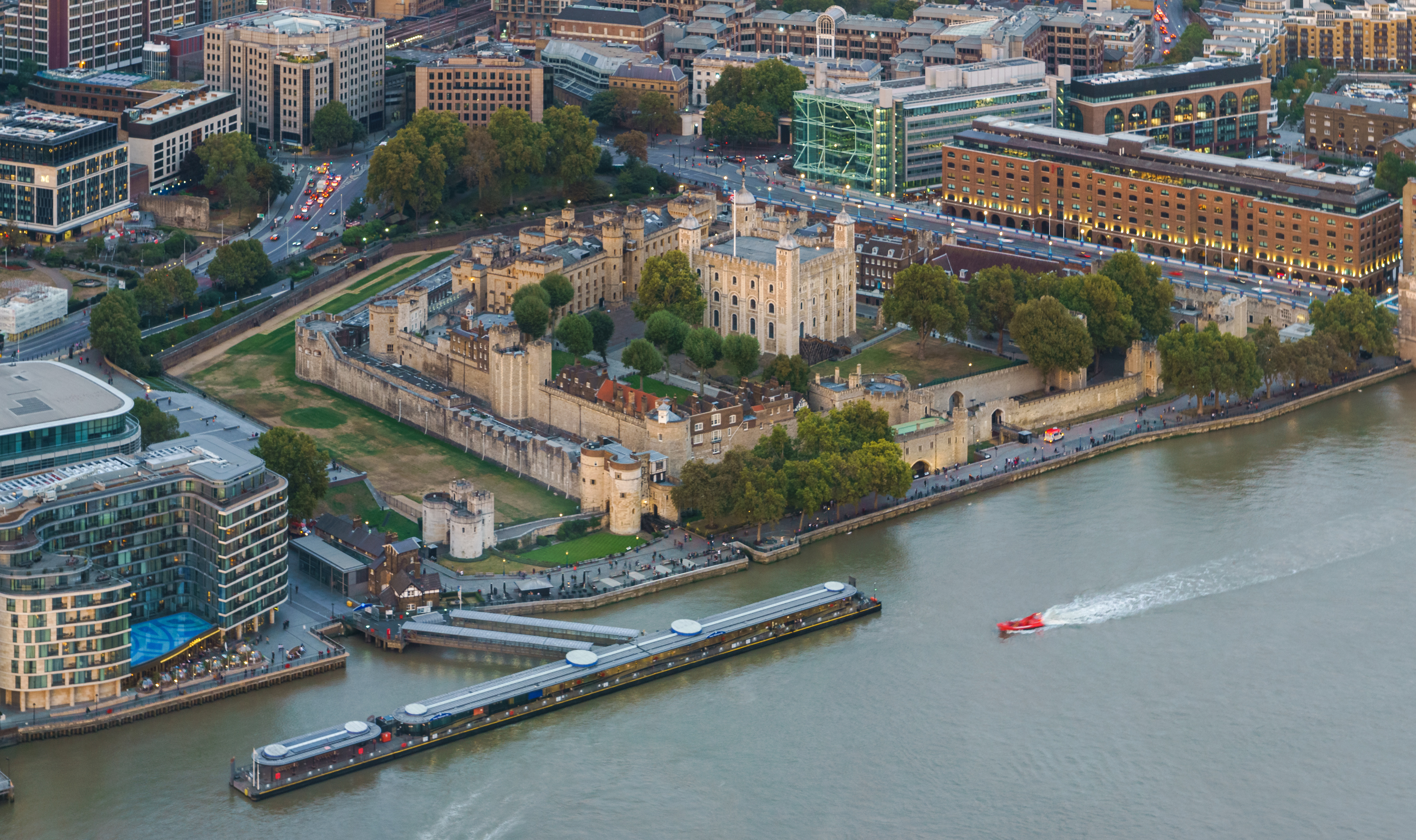
當代的倫敦塔
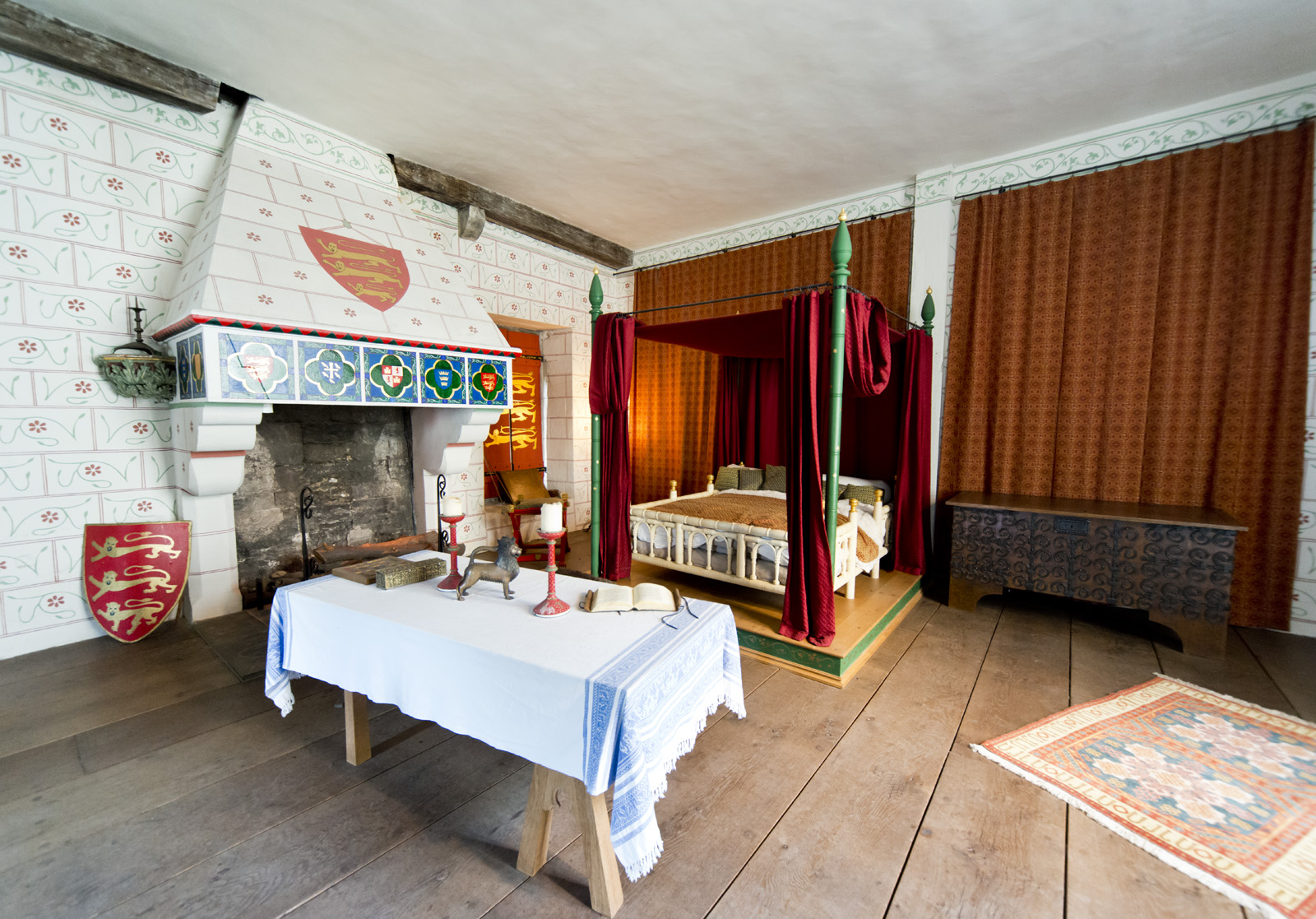
模擬重建的愛德華一世寢室，位於叛徒門（英语：Traitors' Gate）上方的聖托馬斯塔
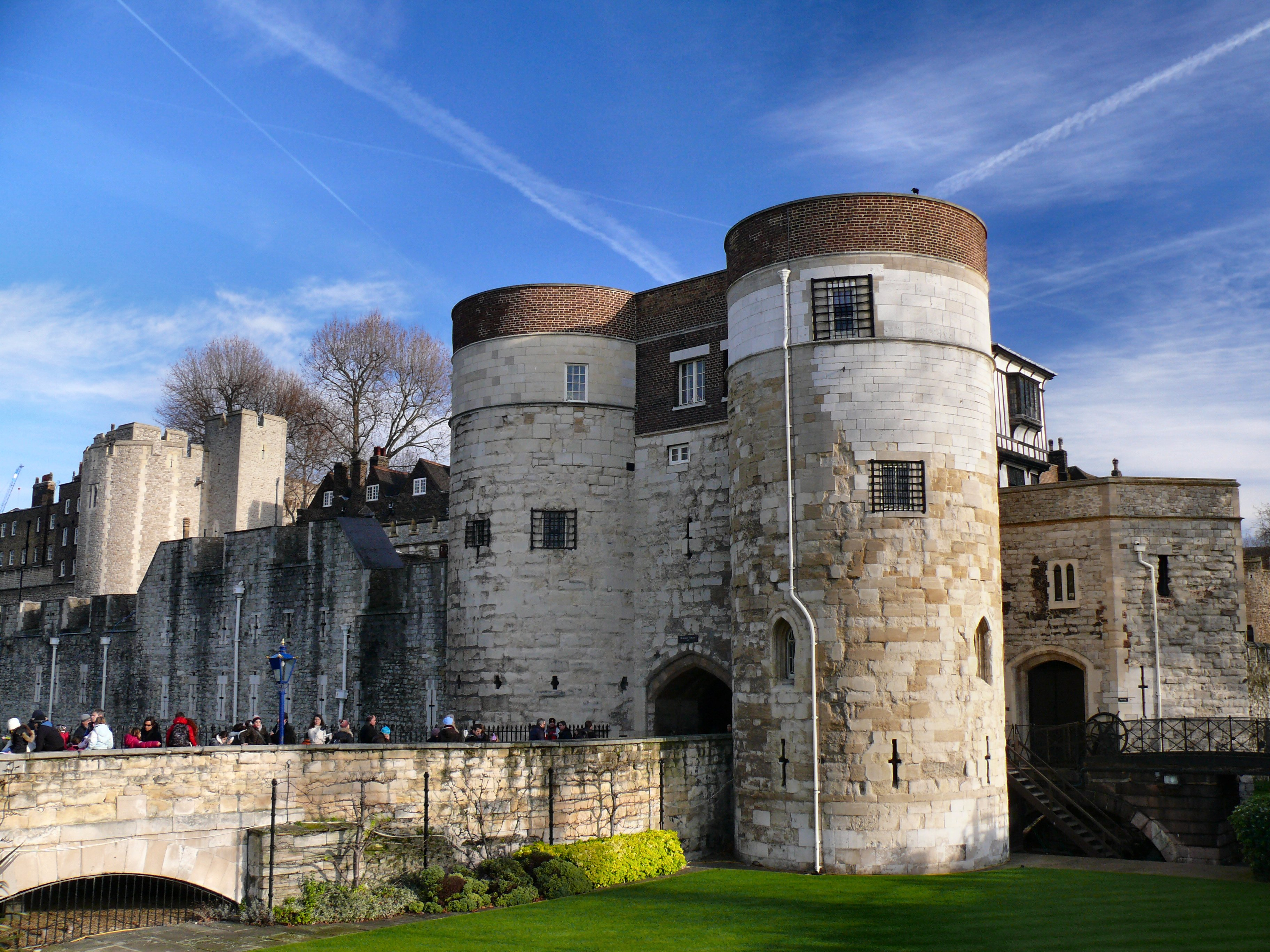
倫敦塔正門。今日的城堡為熱門觀光景點。
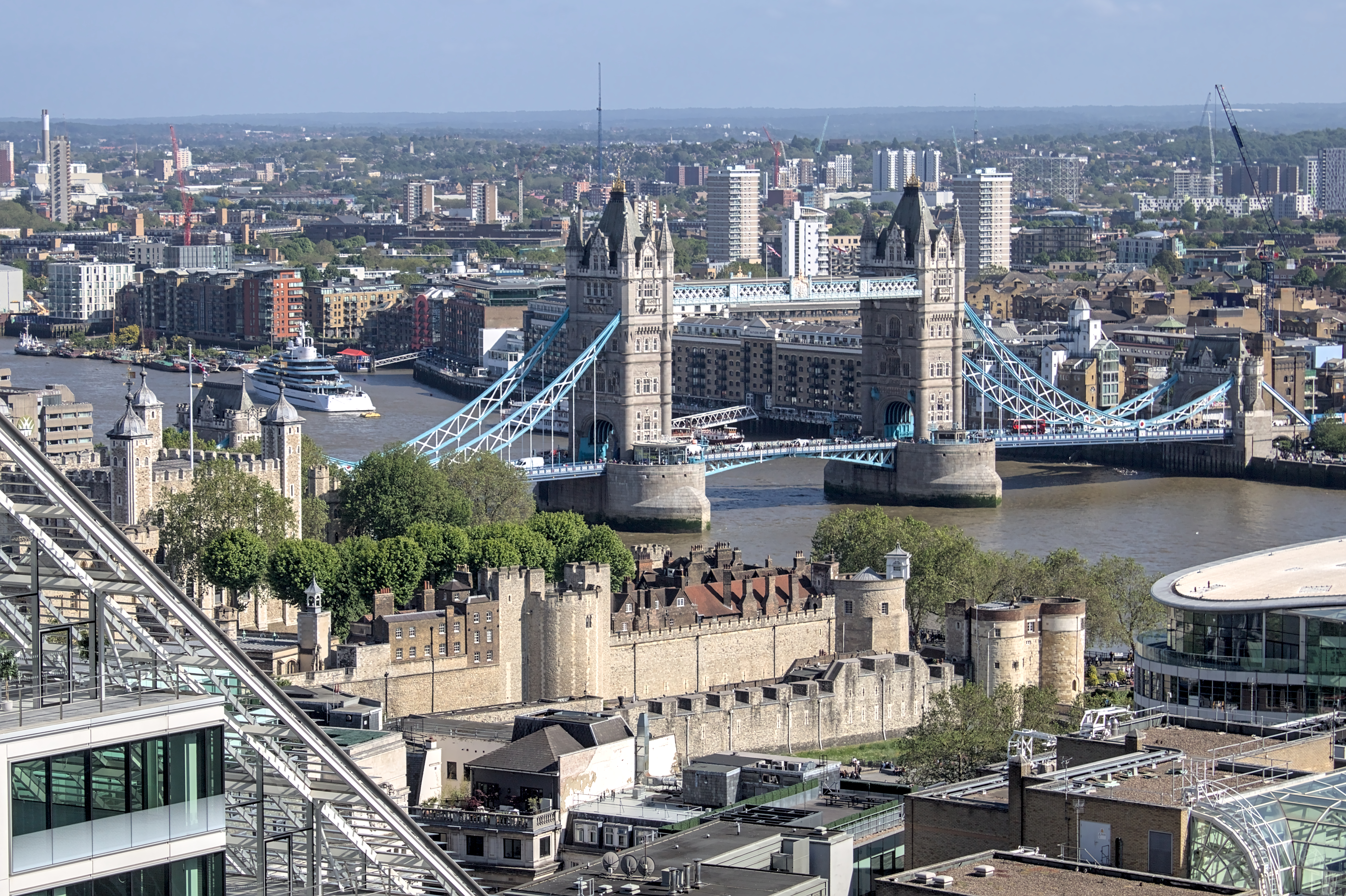
2023年的倫敦塔與倫敦景觀

倫敦塔現已成為英國最受歡迎的旅遊景點之一。自伊丽莎白时代起，該城堡便具備觀光功能，外國訪客經常將其列為倫敦遊覽的重點。最受歡迎的設施包括皇家獸苑與盔甲展覽，而英国王冠珠宝自1669年起對外展出，吸引大量遊客。儘管威靈頓公爵反對開放參觀，但倫敦塔在19世紀觀光熱潮中日益受到青睞。1851年，因遊客激增，當局設立售票亭；至19世紀末，每年參觀人數超過50萬。
18至19世紀間，原宮殿用途建築逐漸改作他用或拆除，僅威克菲爾德塔與聖托馬斯塔得以保存。 18世紀英格蘭社會對中世紀歷史關注日增，帶動哥德復興式建築的風潮。倫敦塔的建築亦反映此趨勢，包含1825年白塔南側新建的馬廄兵器庫即採哥德復興城垛風格。其他建築也被改造呼應此風格，如滑鐵盧兵營被形容為「15世紀城堡化哥德式建築」。1845至1885年間，皇家鑄幣局等歷史機構陸續遷出，導致大量後中世紀建築閒置並拆除。1855年，英國陸軍部接手軍械局職權，負責武器製造與儲存，軍械局逐步撤出。社會對倫敦塔歷史興趣亦增。
民眾關注部分來自當時作家著作，尤以威廉·哈里森·安斯沃思影響最大。他於小說《倫敦塔》中生動描繪地牢與酷刑場景。安斯沃思亦對倫敦塔保存有實質貢獻，他曾建議開放博尚塔供參觀，讓遊客見16與17世紀囚犯所刻牆字。該建議促使安東尼·薩爾文負責修復博尚塔，並在艾伯特親王支持下推動全面整修。薩爾文退休後，工程由約翰·泰勒接手，清除不符中世紀審美的細節，導致部分具歷史價值建築與室內裝潢遭拆除破壞。
第一次世界大戰期間，僅有一枚炸彈落於護城河中，未造成傷害；第二次世界大戰期間，1940年9月23日的高爆炸彈損壞多棟建築，險些擊中白塔。戰後受損部分獲修復，倫敦塔重新對外開放。
1974年，白塔迫擊砲室（Mortar Room）發生爆炸，造成1死41傷。雖無人宣稱負責，而警方調查是否與臨時愛爾蘭共和軍有關。
21世紀後，觀光成為倫敦塔主要功能。20世紀後半葉，原由皇家後勤部隊執行的軍事任務逐步遷出城堡。 城堡仍為皇家燧發槍兵團團部所在地，並設有紀念該團及其前身皇家燧發槍團的博物館。此外，派駐白金漢宮的國王衛隊分隊仍駐守倫敦塔，與御林軍衛士一同執行每日鑰匙儀式。
每年特定日子，榮譽炮兵連會於倫敦塔進行禮砲致敬。王室重大場合鳴放62響，一般國家場合為41響。
自1990年起，倫敦塔由獨立慈善機構歷史皇家宮殿機構負責管理與維護，其經費並非來自政府或王室撥款。1988年，倫敦塔被列入聯合國教科文組織的世界遺產名錄，以彰顯其全球重要性，並促進對該遺址的保護與維護。然而，近年來如周邊摩天大樓興建等開發行為，使倫敦塔面臨被列入《瀕危世界遺產名錄》的風險。
自2006年起，倫敦塔內中世紀王宮遺跡向公眾開放，遊客可參觀修復後的內部廳室。雖然倫敦塔總管仍為該塔最高職位，實際日常管理職責則由倫敦塔駐地總督兼王冠珠寶監守官負責。總督任期五年，目前多為禮儀性職位，但同時為歷史皇家宮殿機構與皇家軍械博物館理事會成員。2022年，英國皇家海軍陸戰隊上將高登·梅森傑（Gordon Messenger）出任總督，成為首位擔任此職的皇家海軍陸戰隊成員。

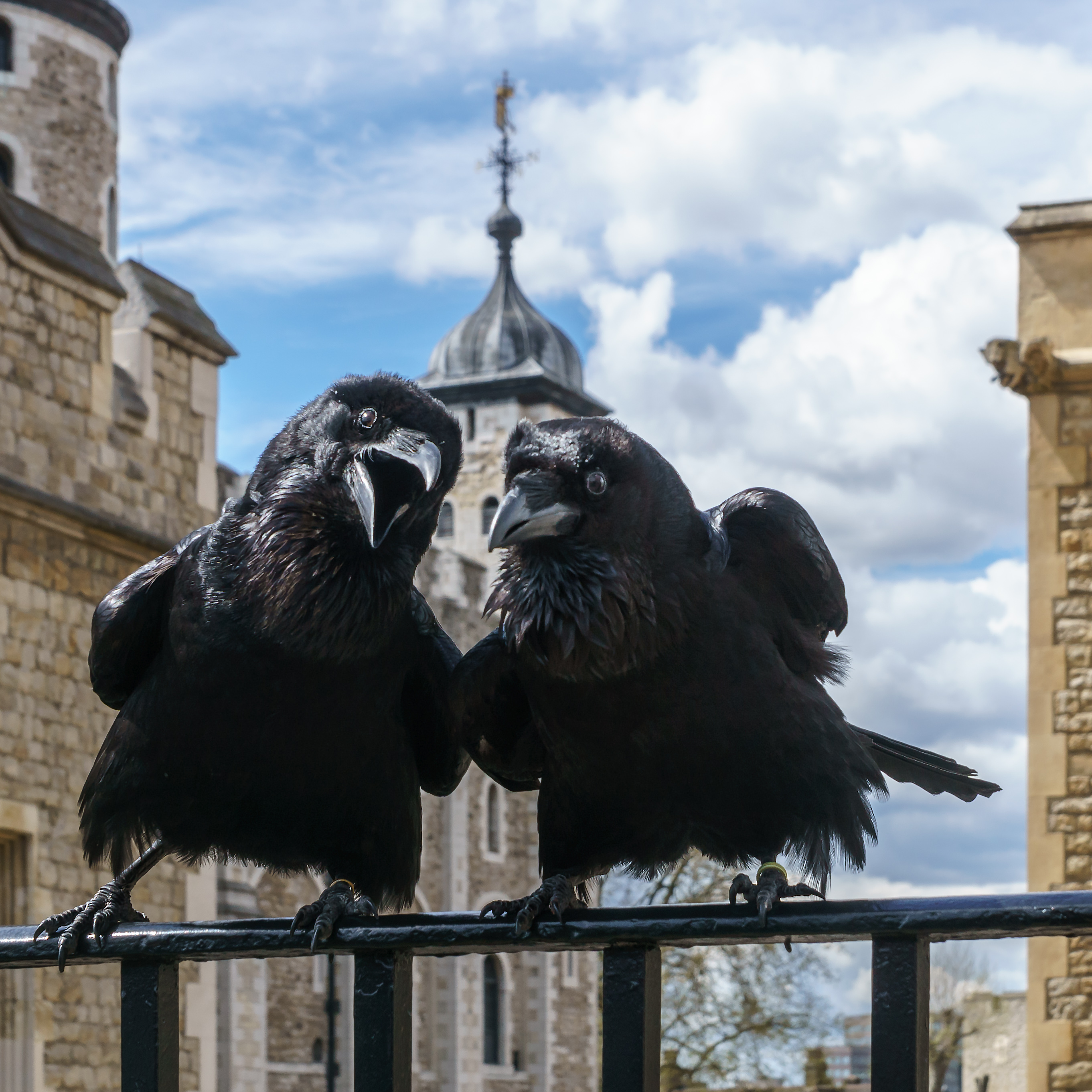
倫敦塔的兩隻渡鴉

根據傳說，倫敦塔內至少需飼養六隻渡鴉，否則英國將會陷落。牠們由渡鴉大師照料，該職務由一名御用侍從衛士兼任。衛兵除了執行禮儀任務，也為遊客提供導覽解說。

## 駐軍
倫敦塔的常設駐軍由御用侍從衛士擔任，但倫敦塔總管在必要時可召集塔樓地區的居民前來支援。所謂「塔樓地區」（亦稱「塔樓師管區」）原隸屬於奧蘇爾斯通百人區，為米德爾塞克斯的一部分，其範圍遠大於今日的塔村區。依照傳統，當地居民有義務提供軍事服務，因倫敦塔總管同時擔任「塔樓地區中尉」（Lord Lieutenant of the Tower Hamlets）。
關於塔樓地區居民須協防倫敦塔的最早文獻記載可追溯至1554年，即瑪麗一世統治時期，但這項傳統可能源於更早年代。有學者認為，其淵源可追溯至征服者威廉時期， 並可能源自史特普尼莊園的傳統義務制度，該莊園曾涵蓋該地區大部分範圍。

## 英國王室珠寶

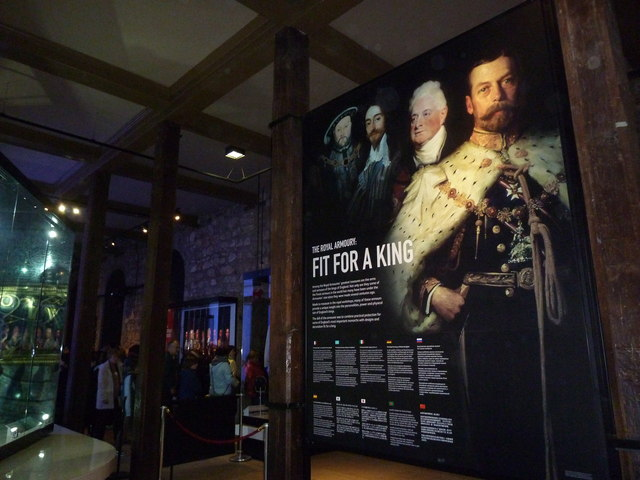
白塔內部的皇家展示板
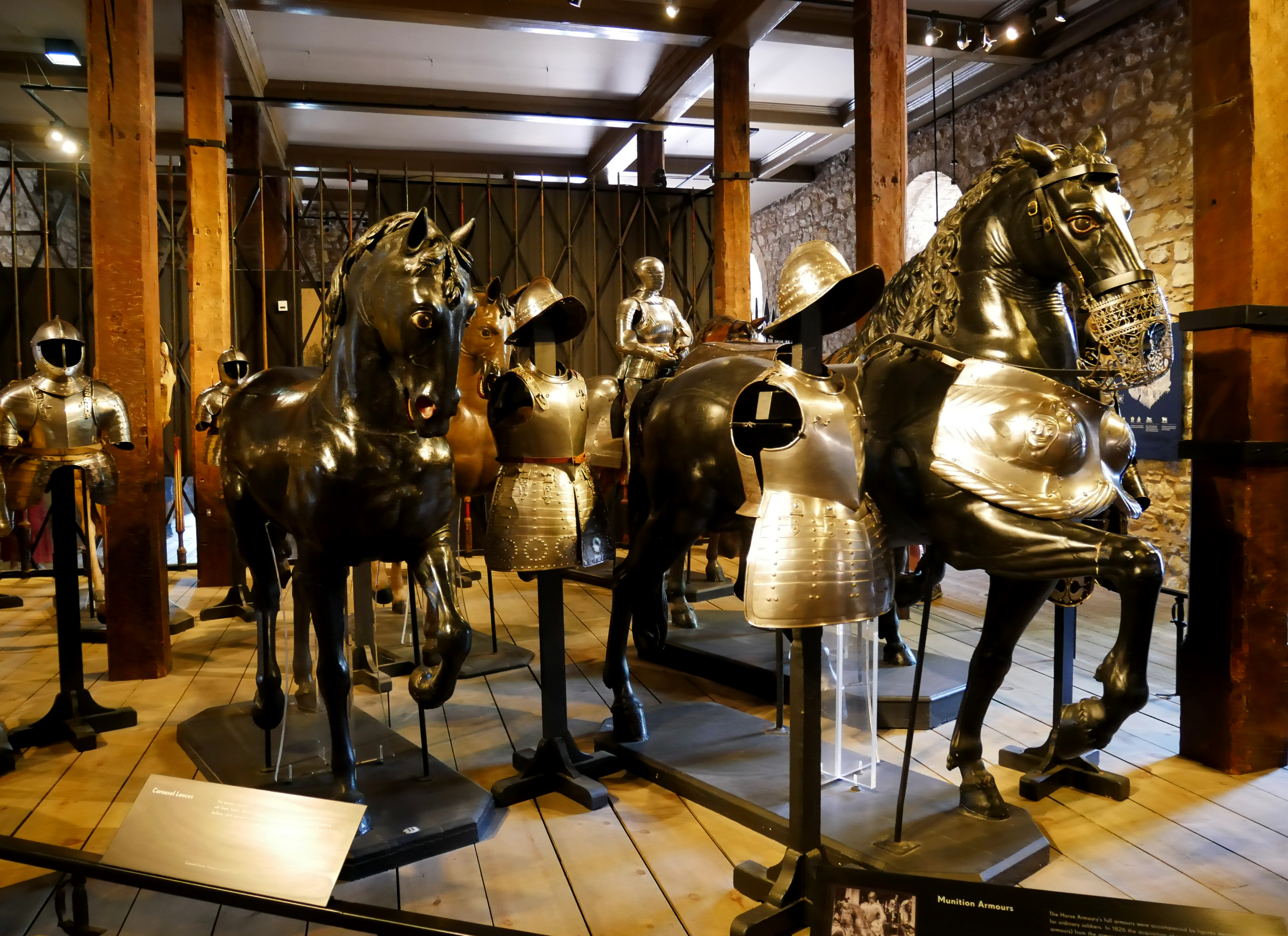
白塔的馬鎧
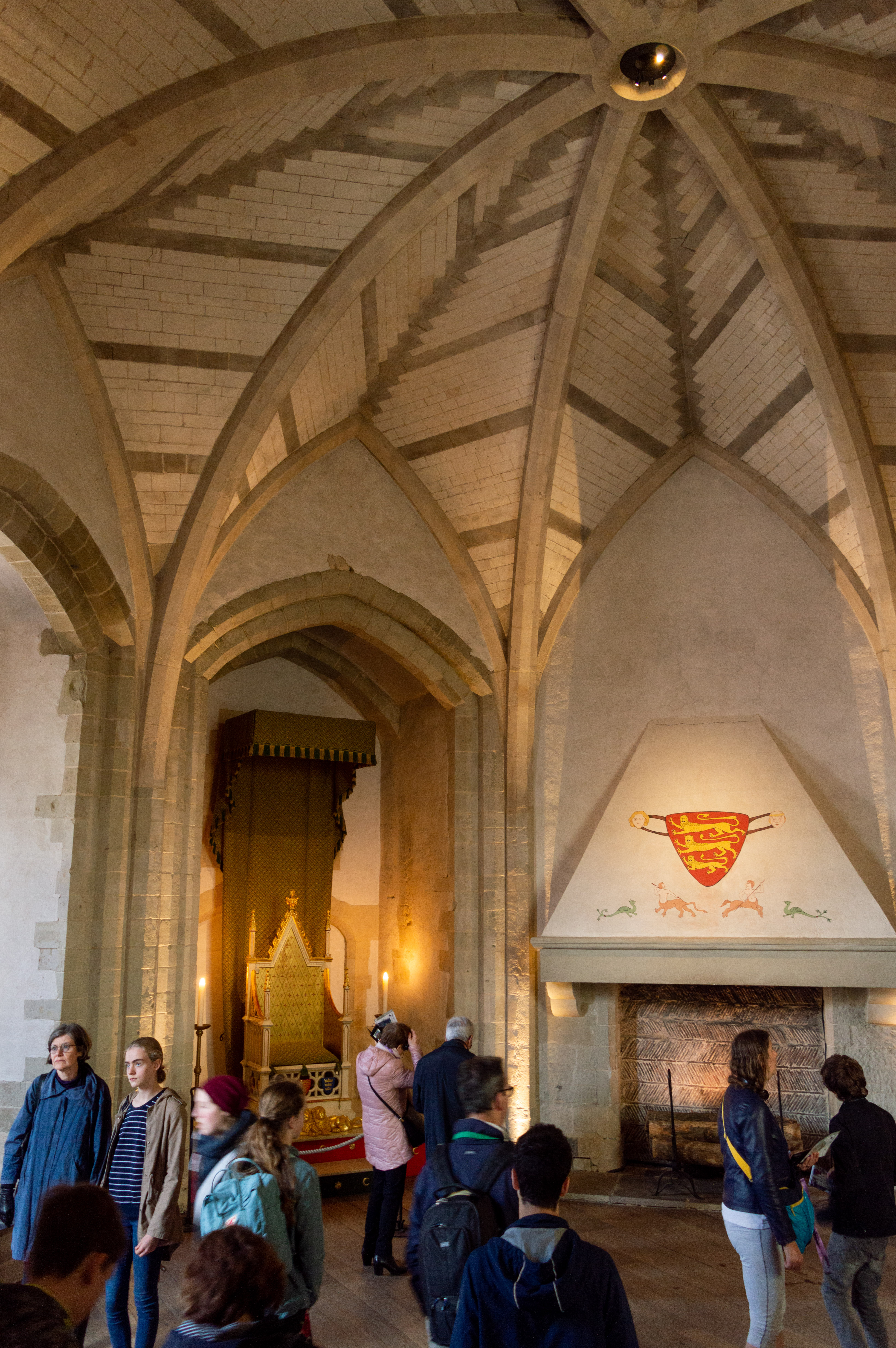
韋克菲爾德塔覲見室
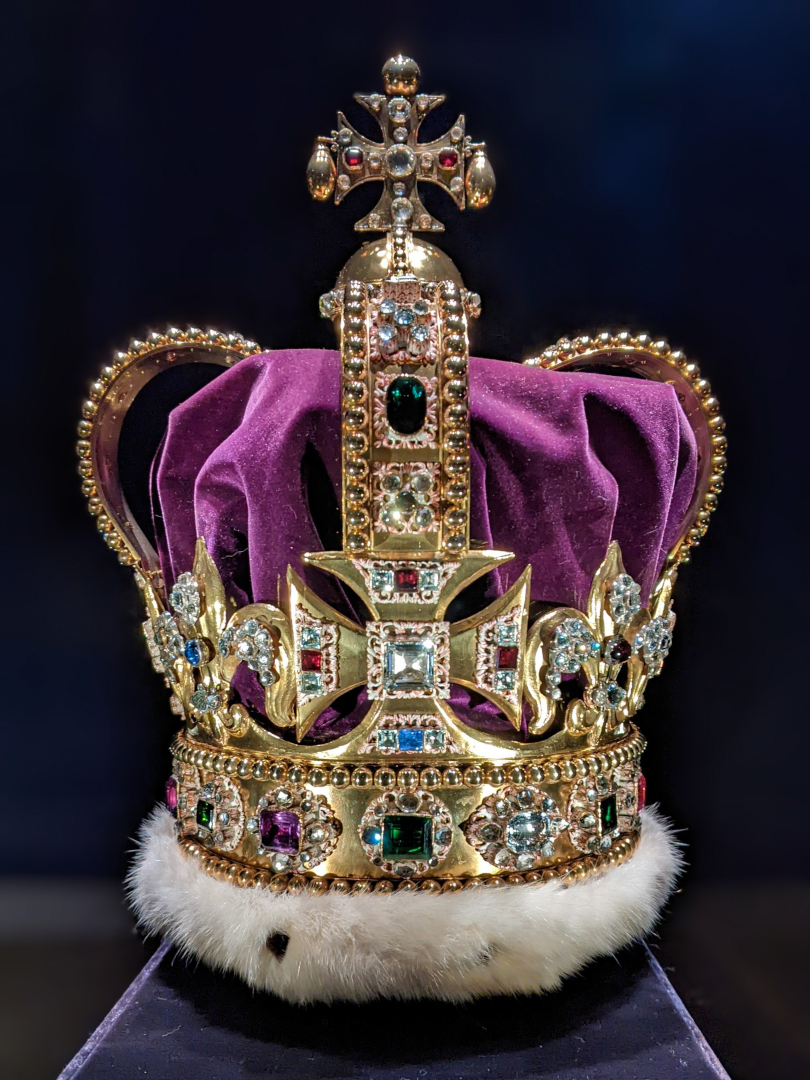
圣爱德华王冠

將英國王室珠寶典藏於倫敦塔的傳統可追溯至亨利三世時期。為存放王冠、權杖、寶劍及其他象徵王權的器物，特別在塔中興建了專屬的「珠寶館」。歷代君主時常以這批珍寶作為籌措資金的抵押品。由於其象徵君主財政自主、不受貴族制衡的權力，因此受到嚴密保護。為此，王室設立了「珠寶、兵器與其他財物之守衛」（keeper of the jewels, armouries and other things）一職， 並提供優渥薪資：在愛德華三世統治期間，該職每日可得薪資12便士。此職位後來職責擴展，不僅負責保管珠寶，亦掌理王室金銀器的採購，並負責任命王室金匠與珠寶師。
1649年，隨著英格兰共和国的建立與查理一世之死後的政權更迭，珠寶館內的王室財寶與其他皇室資產皆依奥利弗·克伦威尔之命進行清算。多數金屬器物被送至鑄幣廠熔化重製，而王冠則「全數遭到破壞與毀損」。
至1660年王政復辟時，僅餘一把12世紀的湯匙及三把儀式用劍仍作為加冕禮器保存（其中部分曾遭出售的物品後來歸還王室）。 由於舊有儀式器物有詳細紀錄，遂根據查理一世時期的設計圖樣，為1661年查理二世的加冕典禮製作新的一套王室寶器。因財政困難，典禮上所用寶石皆為租借而來。
1669年，原珠寶館遭拆除， 王室珠寶移至馬丁塔保存，並於當地展出直至1841年。1671年，托馬斯·布魯德上校企圖盜取王室珠寶。布拉德與其黨羽將珠寶館守衛綑綁並封口，雖成功奪取帝国皇冠、權杖與寶球，但守衛之子突然出現報警，使行動失敗。
自1994年起，王室珠寶移至滑鐵盧兵營區內的珠寶館展出。其中部分珠寶為伊麗莎白二世生前常用，展品包括23,578顆寶石、擁有800年歷史的加冕湯匙，以及加冕時戴於君主頭上的圣爱德华王冠與帝国皇冠等珍品。

## 皇家獸苑

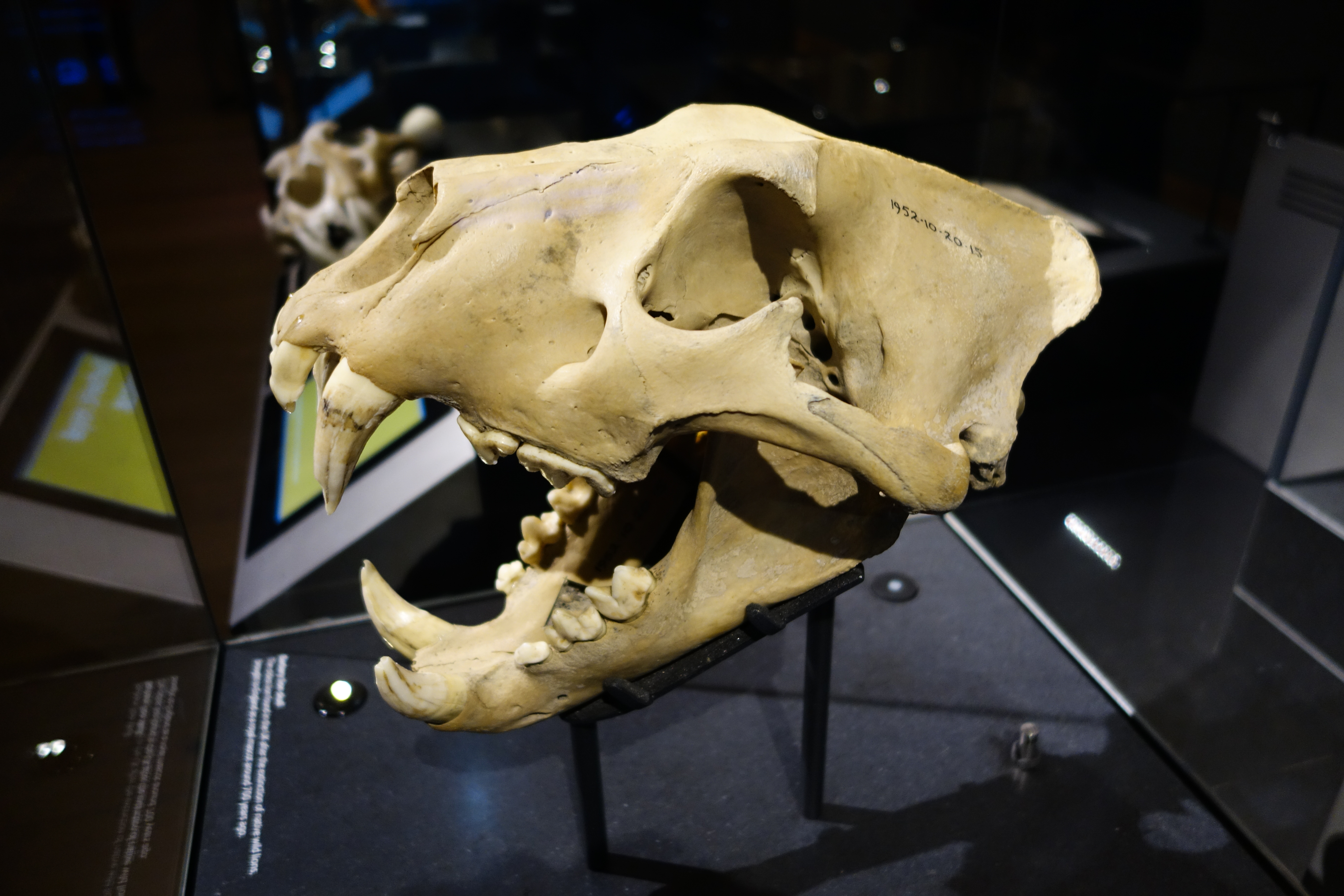
一具曾飼養於倫敦塔的巴巴里獅頭骨，現藏於倫敦自然歷史博物館
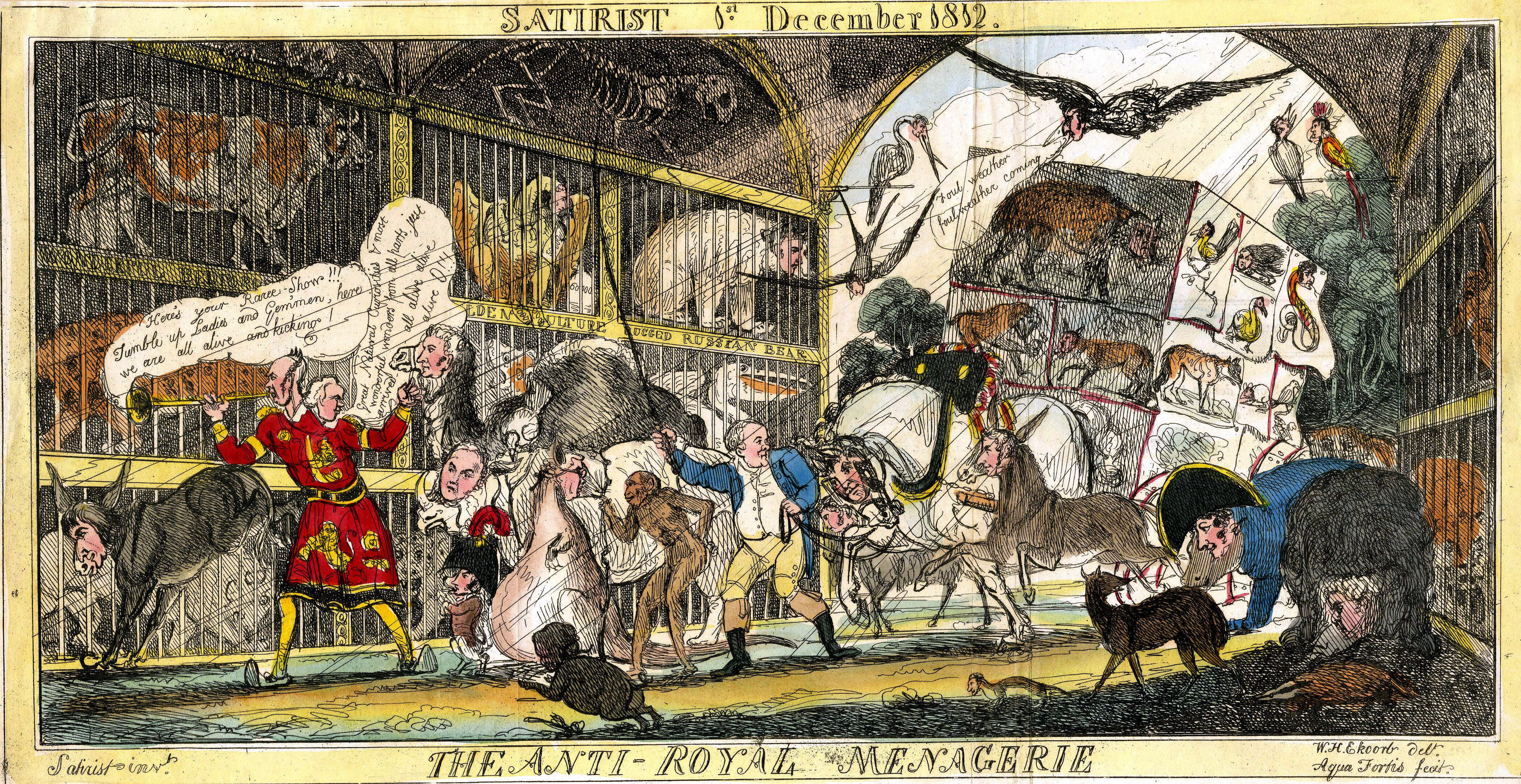
描繪皇家獸苑的版畫，由威廉·亨利·布魯克（英语：William_Henry_Brooke）於1812年繪製，大英博物館典藏
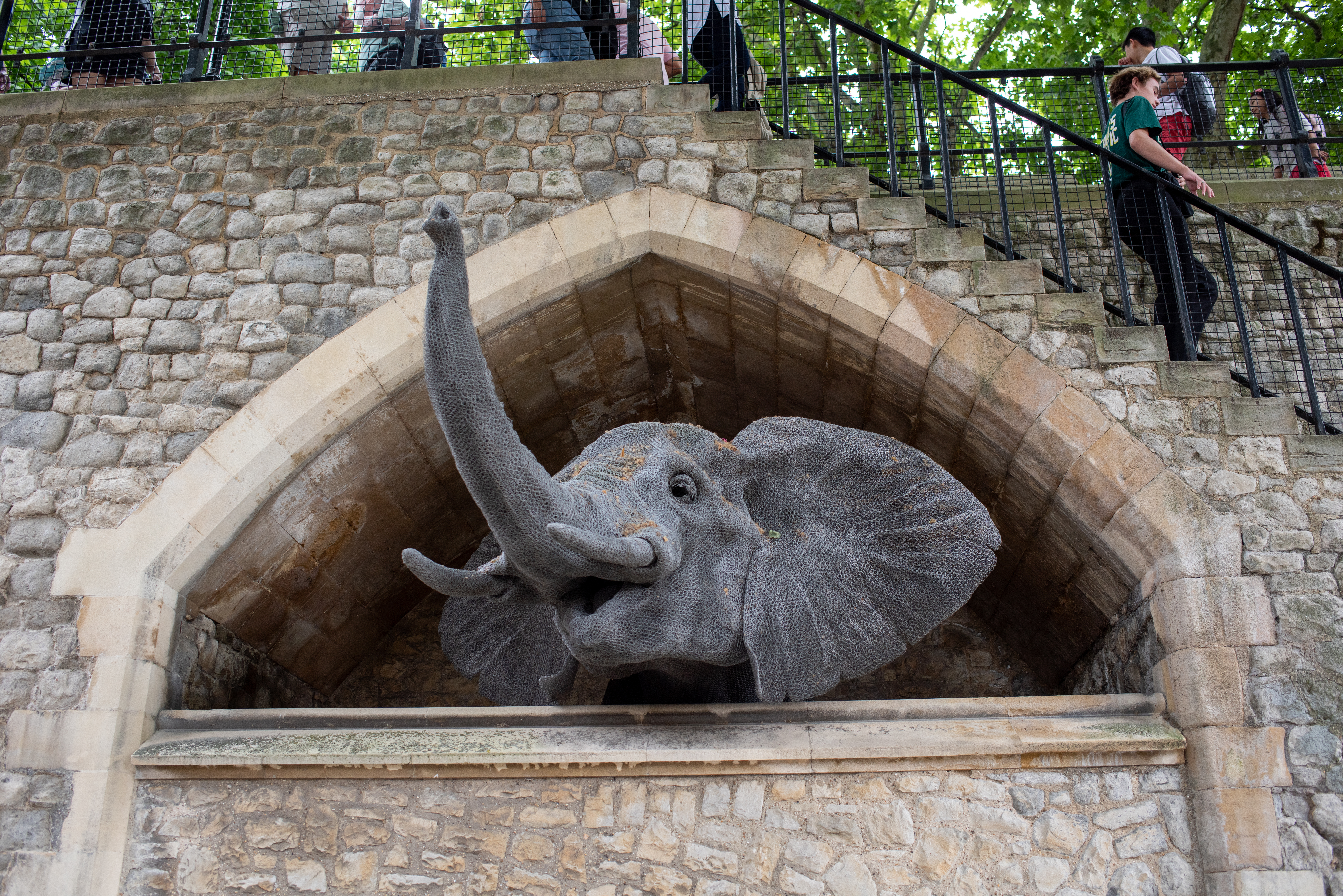
由肯德拉·哈斯特（英语：Kendra Haste）製作的鐵絲大象雕塑

有證據顯示，最早由英格蘭國王約翰在倫敦塔內飼養野生動物。1210年至1212年間的記錄中，曾提及支付獅子飼養員的薪資。
皇家獸苑在英格蘭國王亨利三世統治時期屢被提及。約1235年，神聖羅馬皇帝腓特烈二世贈送三隻豹給亨利三世，並將牠們安置於倫敦塔中飼養。1252年，治安官奉命每日支出四便士，用以供養一隻由挪威國王哈康四世贈與的北極熊。這隻北極熊以鏈條繫住，會在泰晤士河中捕魚，成為當時倫敦市民津津樂道的奇觀。
1254或1255年，亨利三世從法國國王路易九世處獲贈一頭非洲象。當代歷史學家馬修·巴黎將這頭象繪入其著作《世界大事錄》。倫敦塔特地為此象建造一座木製棲所，尺寸約為12.2公尺乘6.1公尺。這頭象於1258年死亡，死因可能為飲用紅酒，也可能與英國寒冷的氣候有關。
1288年，爱德华一世引進了一頭獅子和一隻猞猁，並任命首位官方的動物管理員。
愛德華三世時期，動物收藏進一步擴增，包括兩隻獅子、一隻豹，以及兩隻斑貓。隨後的歷任君主持續增加動物數量，種類涵蓋多種貓科動物、胡狼、鬣狗，以及由神聖羅馬皇帝馬克西米連一世贈送給亨利八世的一隻年邁棕熊，名為馬克斯（Max）。1436年，亨利六世在位期間，所有獅子死去，時任動物管理員威廉·克比（William Kerby）遭到解職。根據史料記載，1277年，愛德華一世於中塔西側建造了一座半圓形建築或前堡，後稱獅子塔|（ion Tower）。1335年的記錄提及曾為獅子與豹購買鎖與鑰匙，顯示這些動物當時被安置於倫敦塔的西入口附近。至16世紀，該地區被稱為獸苑區。
1604年至1606年間，獸苑區經歷大規模翻修，並於獅子塔旁的護城河區設置運動場。為了讓王室成員能觀賞鬥獅活動，特別興建了高架觀景台。此類表演在詹姆斯一世時期尤為流行。根據1657年報告，園內飼養有六隻獅子，至1708年增加至十一隻，此外尚有其他貓科動物、鷹、貓頭鷹與胡狼。
到了18世紀，獸苑區對公眾開放，入場費為三分半便士，遊客也可以攜帶貓或狗來餵食獅子。到了18世紀末，入場費增至九便士。 著名的動物是老馬丁，一隻1811年由哈德逊湾公司送給喬治三世的大型灰熊。 1800年的動物清單還包括老虎、豹、鬣狗、一隻大型狒狒、各類猴子、狼及其他動物。不過到了1822年，園中僅剩一隻灰熊、一頭大象及一些鳥類，後來又陸續增添更多動物。 1828年，當時的飼養員阿爾弗雷德·科普斯（Alfred Copps）積極收集動物，動物數量已超過280隻，涵蓋至少60個物種。
喬治四世於1830年逝世後，決定在第一代威靈頓公爵阿瑟·韋爾斯利的命令下關閉皇家獸苑。 1831年，大部分動物被移往1828年新開幕的伦敦动物园。 此決定源自一次事件，雖說法不一：有人稱是一隻獅子咬傷一名士兵， 也有人說是西摩中尉被一隻猴子咬傷。 最後一批動物於1835年遷移至攝政公園。獸苑建築於1852年拆除，但皇家獸苑管理員擁有獅子塔的終身居住權，因此儘管動物早已遷出，獅子塔直到最後一位管理員科普斯於1853年逝世後才被拆除。
1999年的調查中發現獅子籠遺址的實物證據，其中一座籠子尺寸約2×3公尺，對成年獅子來說十分狹小（成年獅子體長約2.5公尺）。 2008年，兩具來自西北非洲的雄性巴巴里獅頭骨於倫敦塔護城河區域出土，碳定年結果分別為1280至1385年及1420至1480年。 2011年，倫敦塔舉辦展覽，展示由藝術家肯德拉·黑斯特製作的鋼絲雕塑。

## 民間傳說
倫敦塔在大眾文化中有多種呈現。受16世紀及19世紀作家的影響，倫敦塔被塑造成一座陰森的堡壘，並被視為酷刑和處決的場所。
倫敦塔最早的傳說之一是由尤利烏斯·凱撒所建。這一說法在作家與古物學者中相當流行，最早將倫敦塔歸於羅馬統治者的記錄可追溯至14世紀中葉，出自托馬斯·格雷的詩作。 此神話起源不明，但可能與倫敦塔建於倫敦羅馬城牆的角落有關。另一種可能是誤讀了吉爾維斯·德·提爾伯里的記載，他提及凱撒在法國奧德內亞建造了一座塔樓，而奧德內亞被誤寫為多德雷斯（Dodres），接近法語倫敦（Londres）。 這個故事在威廉·莎士比亞的《理查二世》及《理查三世》中流傳， 甚至直到18世紀，仍有人相信倫敦塔是凱撒所建。
安妮·博林於1536年因叛國罪被亨利八世斬首；據說其幽靈出沒於倫敦塔內的鎖鏈中的聖彼得皇家禮拜堂，她葬於該教堂，且傳聞她會提著頭顱在白塔周圍徘徊。 這段鬼魂傳說在1934年的諷刺歌曲《頭被夾在腋下的她》中被引用。其他曾被報告的幽靈還包括亨利六世、簡·格雷、瑪格麗特·波爾及塔中的王子。 1816年1月，一名守衛在珠寶庫外聲稱見到一隻向他逼近的熊形幽靈，數日後因驚嚇而死。 1817年10月，珠寶庫管理員埃德蒙·蘭薇·斯威夫特聲稱見到一個管狀、發光的幽靈盤旋於其妻肩上，她驚叫：「天啊！它抓住我了！」近年來，倫敦塔夜間工作人員也曾報告見過無名無形的恐怖現象。

## 另見
- 英國及愛爾蘭城堡（英语：Castles in Great Britain and Ireland）
- 倫敦塔總管（英语：Constable of the Tower）
- 倖存於倫敦大火的建築列表（英语：List of buildings that survived the Great Fire of London）
- 英格蘭城堡列表（英语：List of castles in England）
- 倫敦塔囚犯列表（英语：List of prisoners of the Tower of London）
- 扎米泰洛宮（英语：Zammitello Palace），建築風格模仿倫敦塔

## 註解
1. ↑  威克菲爾德塔原名布倫德維爾塔（Blundeville Tower）。[22]
2. ↑  法蘭巴德，即达勒姆主教，因「對亨利本人及國王其他兒子造成多項不義」而遭亨利一世囚禁。[64]

### 書籍
- Allen Brown, Reginald. . The Boydell Press. 1976. ISBN 978-1-84383-069-6.
- Allen Brown, Reginald; Curnow, P. . Her Majesty's Stationery Office. 1984. ISBN 978-0-11-671148-9.
- Bennett, Matthew. . Essential Histories. Osprey Publishing. 2001. ISBN 978-1-84176-228-9.
- Black, Ernest. . University of Pennsylvania Law Review and American Law Register. 1927, 75: 344–348. JSTOR 3307506. doi:10.2307/3307506.
- Blunt, Wilfred. . Hamish Hamilton. 1976. ISBN 978-0-241-89331-9.
- Bowle, John Edward. . Allen & Unwin. 1964.
- Cathcart King, David James. . Croom Helm. 1988. ISBN 978-0-918400-08-6.
- Collinson, Patrick. .  線上版. 牛津大學出版社. 2004. doi:10.1093/ref:odnb/8636. 需要订阅或英国公共图书馆会员资格
- Costain, Thomas. . Garden City. 1958.
- Creighton, Oliver. . Continuum. 2002. ISBN 978-0-8264-5896-4.
- Farson, Daniel. . Hamlyn Young Books. 1978. ISBN 978-0-600-34053-9.
- Friar, Stephen. . Sutton Publishing. 2003. ISBN 978-0-7509-3994-2.
- 约翰·吉林厄姆. . Yale University Press. 2002. ISBN 978-0-300-09404-6.
- Hole, Christina.  3. Batsford. 1951.
- Horrox, Rosemary. .  線上版. 牛津大學出版社. 2004. doi:10.1093/ref:odnb/8521. 需要订阅或英国公共图书馆会员资格
- 愛德華·英比（英语：Edward Impey）; Parnell, Geoffrey. . Merrell Publishers in association with 歷史皇家宮殿機構（英语：Historic Royal Palaces）. 2000. ISBN 978-1-85894-106-6.
- Jerome, Fiona. . Think Publishing. 2006. ISBN 978-1-84525-026-3.
- Lapper, Ivan; Parnell, Geoffrey. . Osprey Publishing. 2000. ISBN 978-1-84176-170-1.
- Liddiard, Robert. . Windgather Press. 2005. ISBN 978-0-9545575-2-2.
- Michette, Martin; Viles, Heather; Vlachou, Constantina; Angus, Ian.  (PDF). Heritage Science. 2020-08-08, 8. ISSN 2050-7445. doi:10.1186/s40494-020-00424-w .
- Nearing, Homer Jr.  63. Johns Hopkins University Press. April 1948: 228–233. JSTOR 2908562. doi:10.2307/2908562.
- Osbourne, Mike. . The History Press. 2012. ISBN 978-0-7524-6465-7.
- Parnell, Geoffrey. . Batsford. 1993. ISBN 978-0-7134-6864-9.
- Plowden, Alison. .  線上版. 牛津大學出版社. 2004doi=10.1093/ref:odnb/8154.  需要订阅或英国公共图书馆会员资格
- Roud, Steve. . Arrow Books. 2009. ISBN 978-0-09-951986-7.
- Sax, Boria.  (PDF). Society and Animals. 2007, 15: 269–283. doi:10.1163/156853007X217203. （原始内容 (PDF)存档于27 July 2011）.
- Sellers, Leonard. . Leo Cooper. 1997. ISBN 978-1-84884-026-3.
- Strickland, Agnes.  II. Henry Colburn. 1840.
- 西門·特利（英语：Simon Thurley）. . Bantam Press. 2017. ISBN 9781473510807.
- Vince, Alan. . Seaby. 1990. ISBN 978-1-85264-019-4.
- Weir, Alison. . New York: Ballantine Books. 2008. ISBN 978-0-345-43708-2.
- Wilson, Derek.  2nd. Allison & Busby. 1998. ISBN 978-0-7490-0332-6.

## 進一步閱讀
- Bennett, Edward Turner. . Robert Jennings. 1829.
- Harman, A. . J. Wheeler. 1864.
- Parnell, Geoffrey. . History Press. 2009. ISBN 978-0-7524-5036-0.

## 外部連結
- 官方网站
- Further reading recommended by Historic Royal Palaces (archived 11 May 2010)
- Bibliography of sources relating to the Tower of London
- .  (第11版). London. 1911.